# Philippe II de Bourgogne
Vous lisez un « article de qualité » labellisé en 2012.
Ne doit pas être confondu avec son prédécesseur et homonyme, Philippe Ier de Rouvre, duc de Bourgogne, ni avec Philippe III le Hardi, roi de France
Pour les articles homonymes, voir Philippe de Bourgogne, Philippe de France et Philippe II.
Philippe de France, premier duc Valois de Bourgogne, dit « Philippe le Hardi », né le 17 janvier 1342 à Pontoise et mort le 27 avril 1404 à Hal (Hainaut), est le quatrième et dernier fils du roi Jean II de France, dit « Jean le Bon », et de Bonne de Luxembourg. Il est, de 1363 à 1404, le premier duc de Bourgogne de la maison de Valois.
La bravoure dont il fait preuve lors de la défaite française de Poitiers, en 1356, alors qu'il est tout juste âgé de quatorze ans, lui vaut le surnom de « Hardi ». Il est appelé un temps Philippe « sans Terre » mais son père le récompense au retour de sa captivité londonienne en lui conférant, en 1360, la Touraine en apanage. En 1363, le roi lui concède le duché de Bourgogne, dont il avait hérité à la mort du dernier duc capétien de Bourgogne, Philippe de Rouvres (décédé sans descendance à l'âge de 15 ans). Son mariage, le 19 juin 1369 dans l'église Saint-Bavon de Gand avec Marguerite de Male, veuve du précédent duc de Bourgogne et riche héritière présomptive des comtés de Flandre, d'Artois, de Rethel, de Nevers et du comté de Bourgogne, puis la mort de son beau-père Louis de Male en 1384, le rendent maître de nombreux territoires, apportés en dot par sa femme.
Maître de la Flandre, de l'Artois, de Rethel, des seigneuries de Malines et de Salins, de terres champenoises, de Nevers et de la baronnie de Donzy, Philippe a également sous son autorité le duché de Bourgogne et le comté de Bourgogne (terre relevant du Saint-Empire) qui vont, pendant un siècle, suivre à nouveau une destinée commune. La possession de cet ensemble territorial considérable fait de lui le plus puissant des « sires des fleurs de lys », le premier des pairs de France.
Cet amateur d'art, mécène fastueux, passionné par l'architecture, mais aussi homme politique habile, avisé et subtil, mène la politique bourguignonne avec prudence — « Il voyait loin » écrit le chroniqueur Jean Froissart dans ses Chroniques ; Christine de Pizan, autre témoin de l'époque, souligne son « souverain sens et conseil ». Philippe jette les bases d'un État bourguignon puissant qui, à son apogée, se dresse en rival du royaume de France, allant jusqu'à le mettre en péril. Il ouvre une page prestigieuse de l'histoire de la Bourgogne, et la dynastie des Valois de Bourgogne, qu'il fonde, règne plus d'un siècle.

## Jeunesse

### Enfance

Le lien de parenté.

Philippe le Hardi est né le 17 janvier 1342. Il est le quatrième fils du roi de France Jean II et de Bonne de Luxembourg, fille de Jean l'Aveugle, roi de Bohême, et sœur du futur empereur Charles IV. Le prince est longtemps appelé Philippe « sans terre »,.
Il est éduqué à la cour avec des enfants d'âges similaires dont il reste par la suite proche : Philippe d'Orléans son oncle, ses frères Charles, futur Charles V, Louis, futur duc d'Anjou, et Jean, futur Jean de Berry ainsi que Louis de Bourbon, Édouard et Robert de Bar, Godefroy de Brabant, Louis d'Étampes, Louis d'Évreux (frère de Charles le Mauvais), Jean et Charles d'Artois, Charles d'Alençon et Philippe de Rouvres.
Son précepteur est probablement Sylvestre de la Servelle ; il lui inculque le latin et la grammaire. Sa mère et sa grand-mère paternelle meurent de la peste en 1349. Son grand-père, Philippe VI, décède peu après en 1350. Une des premières décisions de son père, sacré roi de France le 26 septembre 1350 à Reims, est de réorganiser l'armée et de discipliner la noblesse qui en forme une grande partie en recréant l'ordre de l'Étoile. Philippe et son frère, Jean, sont armés chevaliers de cet ordre parmi cent autres le 6 janvier 1352.

### Bataille de Poitiers

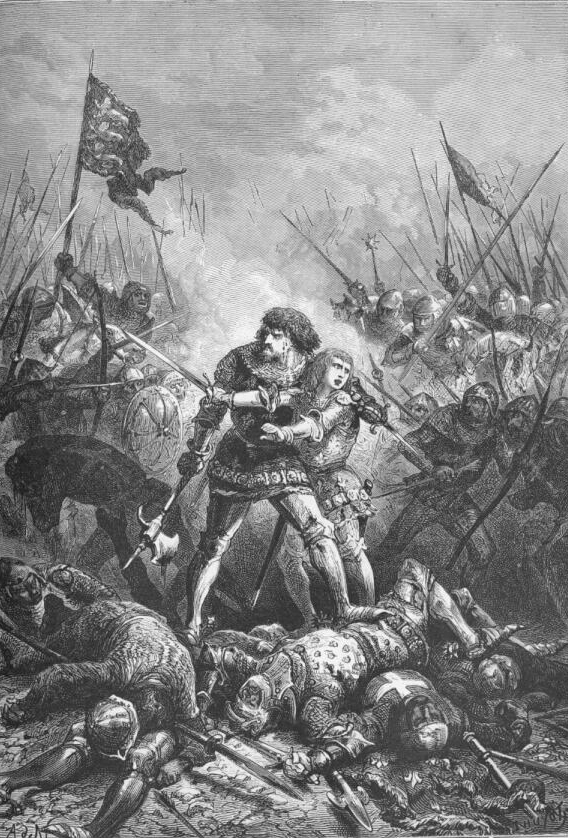
L'héroïsme de Jean le Bon et de son fils Philippe à la bataille de Poitiers est resté célèbre. Il vaut au premier sa réputation de roi-chevalier et au deuxième son surnom de « Hardi ».

En cette année 1356, la situation du royaume de France dont a hérité le roi Jean II dit « Jean le Bon », en recevant la couronne six ans plus tôt, se révèle des plus instables. Elle ne repose que sur une fragile trêve conclue entre les Valois et les Plantagenêt avec des hostilités qui, en Bretagne et en Guyenne, n'ont jamais cessé. La guerre de Cent Ans est toujours dans une phase active. Charles le Mauvais, roi de Navarre, comte d'Évreux, à qui Jean II a donné sa fille en mariage, noue des intrigues avec Édouard III d'Angleterre. Le roi Jean II a bien capturé son gendre et l'a interné au Château-Gaillard mais les capitaines des garnisons normandes du Mauvais en appellent à l'Anglais. Partout les hostilités reprennent. Le Prince noir, prince de Galles, mène des chevauchées dévastatrices et en particulier dans le Languedoc. La campagne de 1356 le conduit dans le Poitou, où il s'approprie un butin considérable. Jean II, avec une armée supérieure en nombre à celle du prince de Galles a décidé d'empêcher ce dernier d'atteindre Poitiers,.
La bataille s'engage le 19 septembre 1356. Les Français, avec des troupes certes fidèles aux principes de bravoure et d'honneur de leur chevalerie mais, mal disciplinées et mal coordonnées, mises devant une armée anglaise qui a pour elle l'unité de commandement et qui est puissamment aidée par la supériorité de ses archers, voient rapidement le sort tourner en leur défaveur. Au moment critique de la bataille, Jean II se place sur une élévation de terrain. Conscient du péril qu'ils courent, il fait mettre à l'abri ses fils aînés Charles (le futur roi Charles V), Louis qui devient par la suite Louis Ier de Naples et Jean (futur Jean de Berry), voulant ainsi préserver la lignée mâle de sa dynastie. Il conserve toutefois auprès lui le jeune Philippe, tout juste âgé de quatorze ans, encore trop jeune pour brandir l'épée. Exposé à tous les dangers, Philippe assiste son père dans un corps à corps héroïque et gagne, grâce à sa bravoure, son surnom du « Hardi »,,. Ses cris de bataille deviennent légendaires : « Père, gardez-vous à droite ! Gardez-vous à gauche ! ». Jean le Bon et Philippe, blessés, sont finalement faits prisonniers par les Anglais, et connaissent la captivité.

### Captivité à Londres

La France en 1365, après les traités de Brétigny et de Guérande.
Territoires contrôlés par Édouard III avant le traité de Brétigny
Territoires cédés par la France à l'Angleterre par le traité de Brétigny
Territoire du duché de Bretagne, allié aux Anglais

Le désastre de Poitiers plonge tout le royaume dans la consternation. Le roi, en choisissant de combattre avec honneur et bravoure selon les principes de la chevalerie française, plutôt que de fuir lâchement et ternir encore un peu plus le nom des Valois, s'est sacrifié. Ce geste épique et ce sacrifice lui valent un énorme prestige. Même son vainqueur, le Prince noir, le traite avec une grande déférence. Mais, malgré ces marques d'égards le roi de France et son fils Philippe sont conduits en captifs d'abord à Bordeaux où ils restent environ six mois, avant d'être embarqués, le 11 avril 1357, pour l'Angleterre. Arrivés à Londres, Édouard III leur réserve un accueil royal et traite d'abord ses prisonniers avec générosité. Les négociations sont aussitôt engagées afin de fixer les conditions de leur libération, ainsi que le montant de la rançon. Toutefois, les conditions fixées par Édouard III sont si élevées qu'elles aboutissent à un échec des premières négociations. Après cet échec, les conditions de détention deviennent progressivement moins confortables et, en janvier 1359, Jean le Bon est assigné à résidence, sous la garde de soixante-neuf hommes. Six mois plus tard, le roi de France est transféré à la sinistre forteresse de Somerton puis, au printemps 1360, à la tour de Londres,.
Le roi Jean et son fils passent un peu plus de quatre ans de l'autre côté de la Manche. Les exigences, élevées, fixées par Édouard III et la difficulté des négociations qui en découlent font que le roi de France et son jeune fils ont dû attendre la conclusion des accords signés le 8 mai 1360 à Brétigny pour enfin fouler à nouveau du pied la terre française. Jean et son fils sont alors conduits à Calais où ils restent détenus encore quelques mois et rentrent dans le royaume en passant par Boulogne. Deux de ses fils, Louis et Jean, prennent leur place à Londres pour garantir le paiement de la rançon. Jean II fait ensuite son entrée dans la capitale sous les acclamations des Parisiens. Pendant cette captivité, le royaume, privé de roi et d'armée, déchiré par les factions, est plongé, malgré les efforts du dauphin, dans une période d'anarchie, et connaît un état de misère effroyable. D'une visite qu'il a fait en Guyenne, avant sa captivité, où il a trouvé la province déjà érigée en principauté largement autonome, Jean II s'est convaincu de l'avantage des apanages. Il met cette politique en application à son retour et nomme, dès 1360, son fils Philippe, duc de Touraine.

## Succession de Bourgogne

### Testament de Philippe de Rouvres
En 1349 la mort d'Eudes IV livre le duché de Bourgogne aux mains de son petit-fils, Philippe de Rouvres, un enfant alors âgé de trois ans. Sa mère, Jeanne, comtesse de Boulogne et d'Auvergne, reine de France depuis son mariage avec le roi Jean II le Bon, tutrice du jeune Philippe assume le fardeau de l'administration du duché et des comtés d'Artois et de Bourgogne. Le désastre de Poitiers en 1356 entraîne le duché dans la crise la plus douloureuse de son histoire. La situation y est alarmante. La guerre, apportée par les aventuriers, ainsi que la cruelle et dévastatrice campagne de 1360 du roi d'Angleterre (qui hiverne dans les parages de Flavigny-sur-Ozerain) a fait le lit de l'épidémie. La désolation qui suit la trêve de Guillon en 1360, signée avec Édouard III, est encore pire que celle provoquée par la guerre. Les Compagnies écrasent les populations sous leurs ravages. La misère du peuple alimente le fléau de la peste. Elle décime la Bourgogne tout entière. À Rouvres, se sentant malade, le 11 novembre 1361, le duc dicte ses dernières volontés. Dix jours après la rédaction de son testament, le 21 novembre 1361, dans ce château de Rouvres qui l'a vu naître quinze ans auparavant, le dernier chef de la branche aînée des ducs capétiens de Bourgogne, Philippe, rend son dernier soupir et disparaît sans postérité.
Son testament dans lequel on lit ces mots : « Item, ordonnons et instituons nos hoirs en nostres paiis et biens quelqu'ils seront ceux et celles qui par droit ou coustume du paiis le devent ou puent estre », a établi comme héritiers ses parents les plus proches, qui se partagent par la suite ses biens. En vertu de cette disposition, chaque pièce du puzzle bourguignon revient au dernier possesseur ou ses héritiers légitimes. Ainsi, les comtés de Boulogne et d'Auvergne passent à Jean de Boulogne, oncle maternel du défunt. Les comtés d'Artois et de Bourgogne et la « terre de Champagne » reviennent à sa grand-tante, Marguerite de France, fille cadette de Philippe V de France, veuve de Louis de Flandre et de Nevers. Le duché, la pièce maîtresse, a deux compétiteurs. Charles le Mauvais est roi de Navarre, petit-fils de Marguerite de Bourgogne et arrière-petit-fils du duc Robert II. Il a des droits qui ne sont pas inférieurs à ceux de Jean le Bon, petit-fils par sa mère Jeanne, du duc de Bourgogne Robert II. Mais Jean le Bon, Marguerite de France et Jean de Boulogne, d'un commun accord, éliminent Charles le Mauvais, indésirable. Comment, écrit Joseph Calmette, « au lendemain des déprédations anglaises à Flavigny et à Saulieu, aurait-on pu envisager de faire duc de Bourgogne un ami d'Édouard III, un ennemi juré du roi de France ? ». Dans une charte de novembre 1361, Jean le Bon déclare réuni à la couronne le duché de Bourgogne. Le roi met la main sur celui-ci à titre de plus proche héritier et non par droit de retour à la couronne.

### La Bourgogne sous le roi Jean

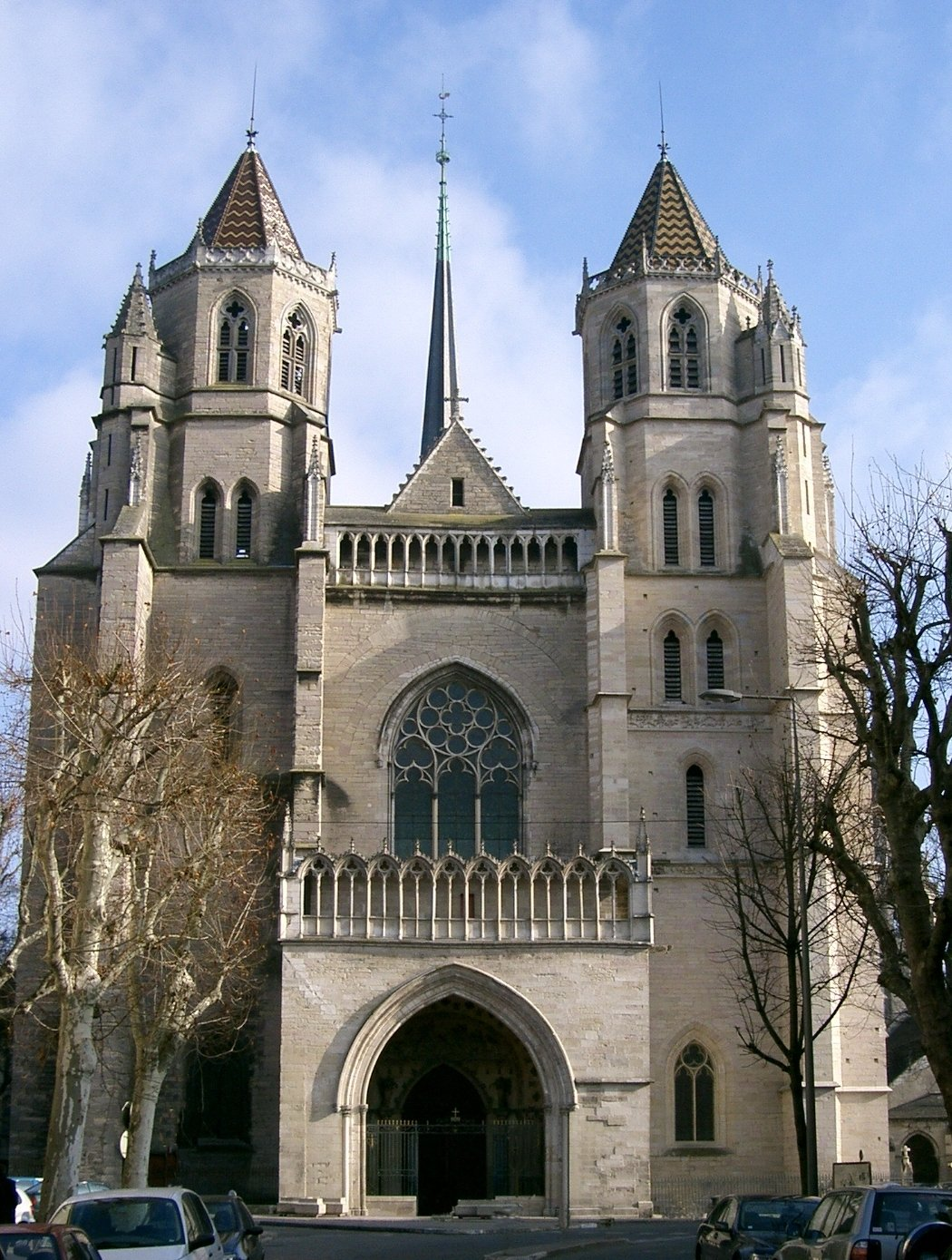
L'abbatiale Saint-Bénigne de Dijon, dans laquelle Jean le Bon prête serment de respecter les privilèges de la ville.

L'entente entre les cohéritiers pour prendre de vitesse Charles le Mauvais permet que la dévolution du duché se fasse par un consentement quasi universel. Le 23 décembre 1361, le roi Jean fait sa « joyeuse entrée » dans la capitale bourguignonne où il prête, dans l'abbatiale Saint-Bénigne, le serment de maintenir les privilèges de la ville. En accédant à toutes les requêtes, en confirmant les franchises et en leur accordant d'importantes concessions, lors de la séance solennelle des États de Bourgogne, en date du 28 décembre 1361, le roi multiplie les gestes destinés à rassurer les Bourguignons. « En présence des États, il jure de respecter l'autonomie judiciaire du duché, l'existence de la commission des comptes, le droit du maréchal de Bourgogne à lever les gens d'armes, et réalisant l'unité des pays bourguignons par le rattachement des enclaves royales aux baillis ducaux, élevés à la dignité de bailliages royaux, au détriment des droits de ressort reconnus jusque-là aux baillis de Sens et de Mâcon ». Le traité de Cîteaux du 16 janvier 1362 consacre officiellement la victoire de Jean le Bon. Le roi regagne ensuite Paris après avoir nommé Henri de Bar, sire de Pierrefort, gouverneur de la Bourgogne et après avoir confié la défense du duché à Jean II de Melun, comte de Tancarville.
Lors de la séance des États du 28 décembre 1361, à travers de respectueuses paroles, l'assemblée lui fait entendre de fiers et catégoriques propos, échos des aspirations locales, et qui sonnent comme des avertissements. Joseph Calmette explique : « Le duché ne doit devenir une province tombée dans le domaine royal. Le duché doit rester duché. La Bourgogne ne doit pas se confondre avec le royaume ». Le roi, en tentant subrepticement d'annexer la Bourgogne à son domaine, selon les termes des Lettres Patentes de 1361, se heurte à la conscience bourguignonne. Cette mise en garde des États de Bourgogne infléchit la politique royale. Le roi annule par conséquent la réunion déclarée irrévocable en 1361 et décide finalement de céder le duché.

### Philippe, lieutenant général du duché
- Possessions de Charles de Navarre
- Territoires contrôlés par Édouard III avant le traité de Brétigny
- Le premier traité de Londres cède l'Aquitaine des Plantagenêts aux Anglais et règle la guerre de succession de Bretagne par une alliance du duché avec l'Angleterre
- Le deuxième traité de Londres comprend en plus la Normandie et le Maine
- Chevauchée d'Édouard III en 1359-60
- Territoires cédés par la France à l'Angleterre par le traité de Brétigny (suit le tracé du premier traité de Londres)

Le royaume de France entre 1356 et 1363 et les Jacqueries et Compagnies
Possessions de Charles de Navarre
Territoires contrôlés par Édouard III avant le traité de Brétigny
Le premier traité de Londres cède l'Aquitaine des Plantagenêts aux Anglais et règle la guerre de succession de Bretagne par une alliance du duché avec l'Angleterre
Le deuxième traité de Londres comprend en plus la Normandie et le Maine
Territoires cédés par la France à l'Angleterre par le traité de Brétigny (suit le tracé du premier traité de Londres)

Sensible à l'avertissement des États et renonçant à sa conception unitaire, le roi Jean va prendre des décisions qui vont répondre aux aspirations des Bourguignons. Le roi est mécontent des mauvais résultats obtenus par le comte de Tancarville. Devenu impopulaire et incapable d'obtenir des États les subsides nécessaires à la lutte contre les Compagnies, le roi le disgracie. Le 27 juin 1363 le roi le remplace par Philippe, son plus jeune fils, duc de Touraine à qui il donne le titre de lieutenant-général du duché avec autorité entière pour en administrer les affaires,. Le lendemain, Jean le Bon quitte la Bourgogne pour Paris. Convoqués par le duc de Touraine, les États tiennent leur réunion le 3 juillet 1363 et lui accordent les subsides importants pour l'entretien des garnisons et la répression des Compagnies, subsides qu'ils avaient jusqu'alors refusés à Tancarville.
Le premier acte de son administration est un succès pour Philippe. Mais la lieutenance donnée au jeune prince n'est, dans l'esprit du roi, qu'une étape avant la donation totale du duché. Joseph Calmette écrit : « Nul ne pouvait s’y méprendre, la lieutenance confiée à Philippe n’était qu’un voile transparent et provisoire. C’était le duc de demain qui se laisse voir au travers ». Par lettres tenues secrètes, datées du 15 janvier 1363 et depuis Nuremberg, Jean le Bon avait obtenu, de son beau-frère l'empereur Charles IV, suzerain légitime de la Comté, l'investiture de cette province en faveur de son fils Philippe,.

## Philippe, duc de Bourgogne

### Nomination comme duc de Bourgogne

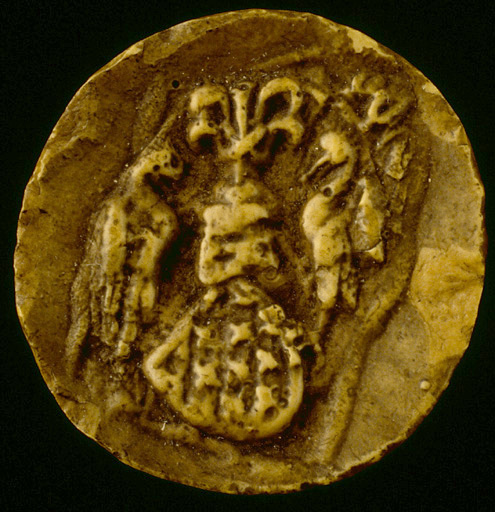
Moulage d'un fragment du sceau de Philippe II le Hardi, duc de Bourgogne. Archives Nationales SC-B73.

Six mois après sa nomination à la lieutenance, par un acte daté du 6 septembre 1363, donné à Germigny-sur-Marne, le roi fait de son fils Philippe le duc de Bourgogne. Il lui fait donation pleine et entière du duché ainsi qu'aux héritiers de ce dernier, à l'instar de ce que le roi Robert II avait fait à l'époque capétienne avec son fils Robert Ier. L'acte, tenu secret, est confié à la discrétion de Philibert Paillart, chancelier de Bourgogne, en lui commandant de ne les remettre qu'après sa mort. Ces lettres patentes du 2 juin 1364, promulguées par le roi Charles V, sept jours après son sacre, rendent officielle la constitution du duché bourguignon des Valois,. Philippe prend alors officiellement le titre de « duc de Bourgogne », et devient en même temps premier pair de France.
Il adopte dès sa nomination comme duc de Touraine, de nouvelles armes, qui se distinguent de celles du roi par l'ajout d'une bordure ; elles se lisent : « D'azur semé de fleurs de lys d'or à la bordure componée d'argent et de gueules ». Après avoir rendu la Touraine au profit de la Bourgogne, il choisit d'écarteler ces armes de fils de France avec les anciennes armes des ducs de Bourgogne capétiens (« bandé d'or et d'azur de six pièces à la bordure de gueules »), souhaitant montrer par là qu'il se pose en héritier et successeur légitime de ces derniers. Après avoir été au service du roi contre les Grandes compagnies et mené des expéditions de juin à octobre, en Beauce, en Normandie, et en région parisienne contre le comte de Montbéliard, Philippe revient en Bourgogne en novembre 1364. Le 26 de ce mois, il célèbre son « Joyeux Avènement » à Dijon, en compagnie de son frère Louis d'Anjou. Tout comme son père avant lui, il prête alors serment en l'église abbatiale de Saint-Bénigne de respecter les privilèges de la ville et du duché.

### Nouveau pouvoir en place

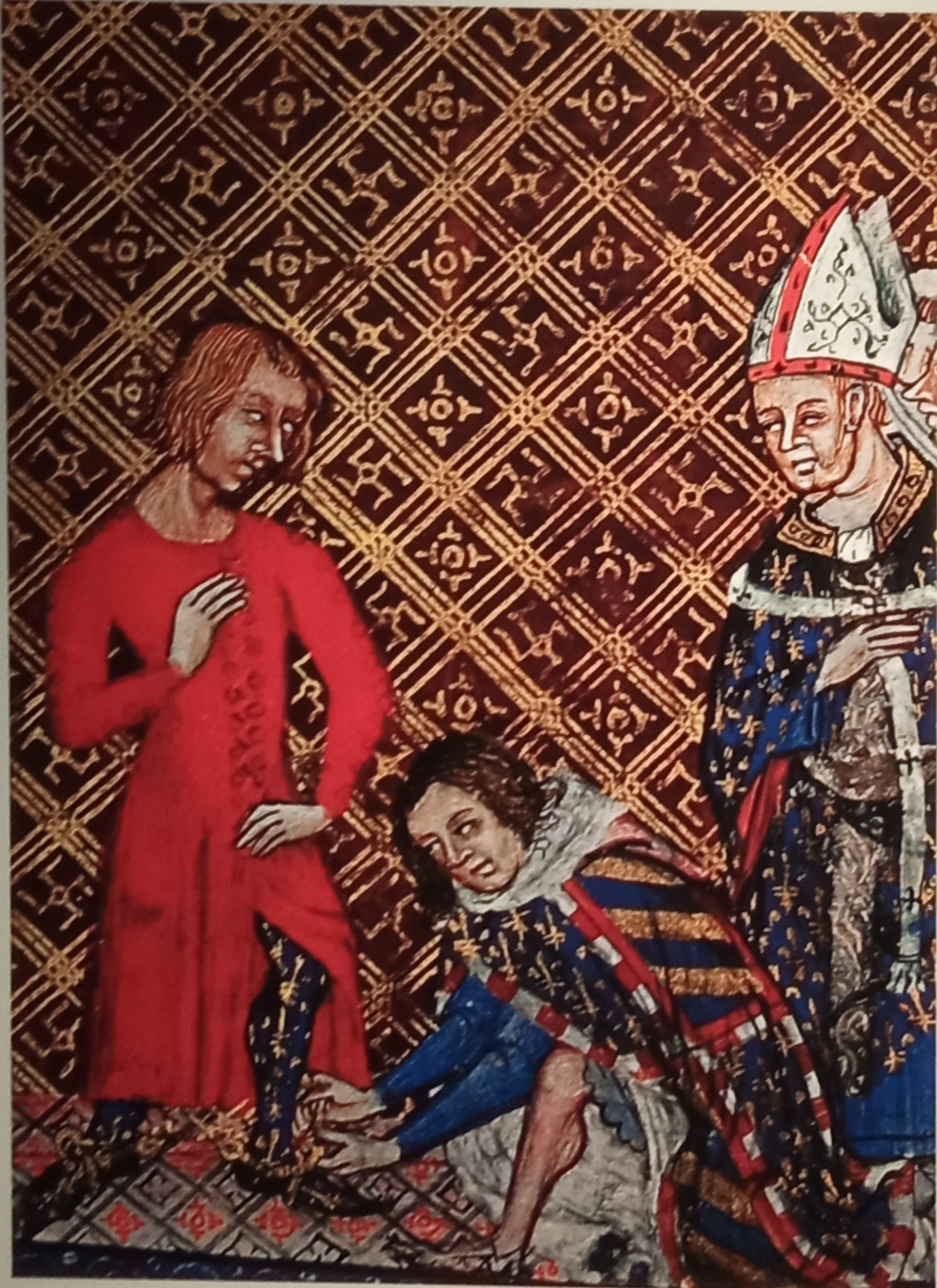
Représenté comme premier pair de France, mettant les éperons d'or à Charles V lors de son sacre en 1364 ; in : Coronation Book of Charles V (1365-1380) - British Library Cotton Ms Tiberius B.

Comté et duché de Bourgogne au XVe siècle.

Le don royal que Jean le Bon et Charles V font à Philippe est double : ils lui offrent à la fois un domaine foncier et un « faisceau de droits » remarque Bertrand Schnerb. Le domaine ducal est vaste et riche et, en sa qualité, le duc est le plus puissant des seigneurs fonciers de la principauté. Il possède des terres dans le duché, des enclaves en Outre-Saône (le comté de Bourgogne), des villes, des châteaux, des bourgs, des forteresses, des manoirs, des maisons et autres édifices. Ce domaine est constitué de vastes seigneuries foncières groupées autour de châteaux ou de résidences ducales, entourés de terres cultivées et de vignes, mises pour une part en régime de faire-valoir direct et pour une part divisées en tenures paysannes. Le duc possède aussi des prés, des forêts, des réserves de chasse, des étangs et des rivières. L'encadrement de ces biens est assuré par les baillis locaux, les châtelains et les prévôts ducaux. Ses droits sont nombreux : il exerce des droits féodaux sur ses vassaux directs et sur ses fiefs, droits qui concernent aussi les arrière-fiefs (fiefs tenus par les vassaux de ses vassaux directs). Il en perçoit des revenus substantiels (droits de mutation et droits de succession), d'autant plus que Jean le Bon lui a transféré toutes ses vassalités à son avènement comme duc. Philippe devient également seigneur justicier, tenant la basse, la moyenne et la haute justice : il détient un droit supérieur, distinct des droits féodaux et banaux, sur son duché (c'est la « baronnie du duché »). Comme le roi pour le royaume de France, le duc Philippe le Hardi détient des droits supérieurs de justice qui stipulent que tout jugement exercé dans le duché en son nom l'est en vertu d'une délégation de ses propres pouvoirs judiciaires. Ces droits permettent à Bertrand Schnerb d'affirmer que le duché de Bourgogne est administré comme une véritable et autonome « souveraineté territoriale ».
Le premier duc de Bourgogne valois, Philippe, est un habile politique. Il a au plus haut point le sens de la mesure et l'instinct du possible. Philippe, tel qu'il apparaît dans les portraits, est grand, puissant, d'une structure massive, est doté d'un large menton prognathe et d'un nez légèrement affaissé. « Noir homme et laid »,, il passe pour être un « homme de grand savoir, de grand travail et de grande volonté ». Christine de Pisan vante son « souverain sens et conseil » et Jean Froissart dit de lui qu'il « voyait loin ». Avec son talent politique de premier ordre, très pénétré de ses devoirs, il a l'ambition de jouer dans le « royaume des Fleurs de Lis » un rôle féodal de premier plan. C'était aussi un mécène généreux, fastueux, éclairé de tous les arts, surtout passionné pour l'architecture mais toujours à court d'argent.

### Lutte contre les Grandes compagnies

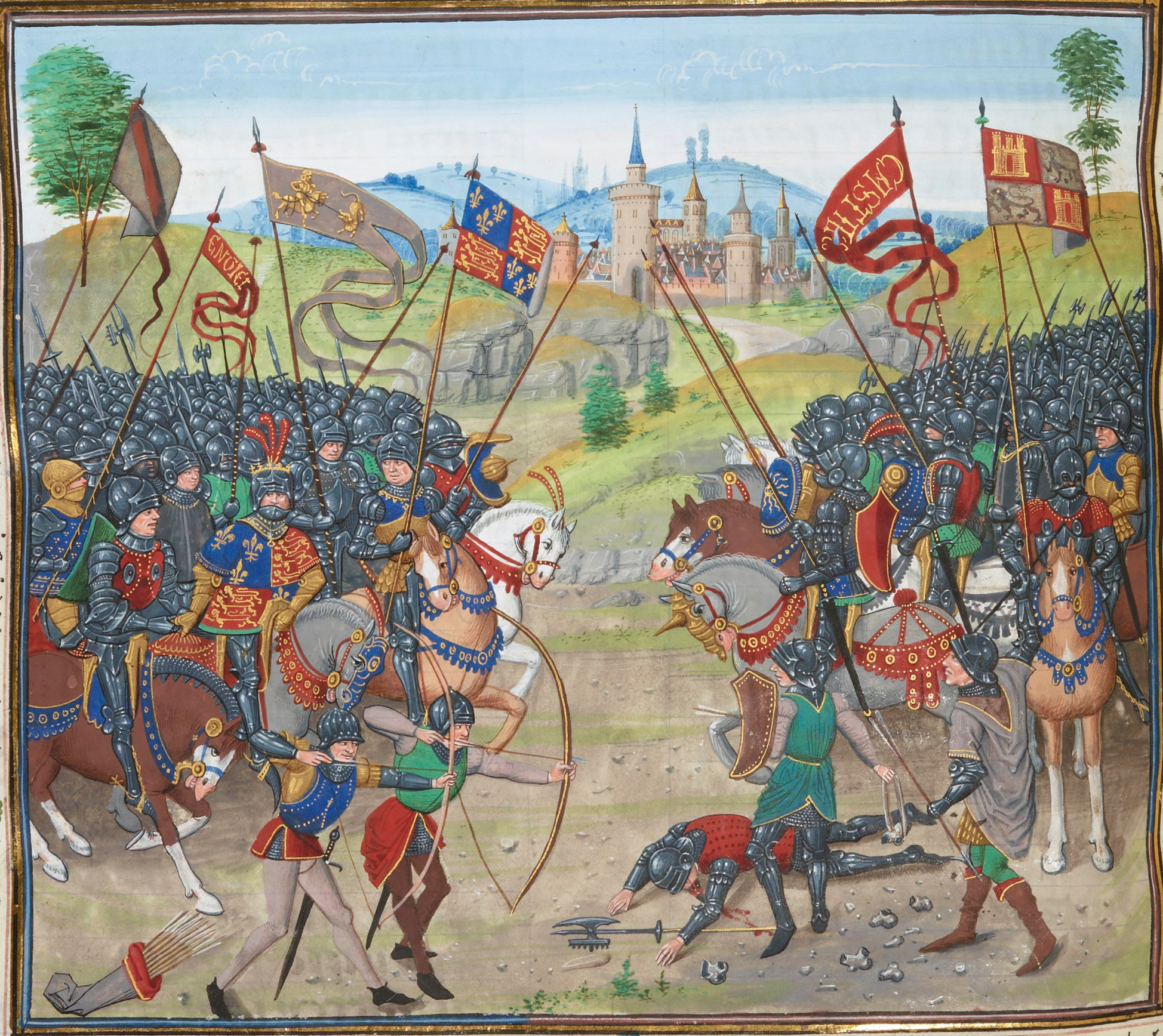
La bataille de Nájera, au cours de laquelle le Prince noir inflige une terrible défaite aux Franco-Castillans. Cette bataille les débarrasse toutefois définitivement de nombre de « routiers », ces membres des Grandes compagnies. Miniature de Loyset Liédet, Chroniques de Jean Froissart, BnF, FR 2643,.

Les Grandes compagnies, fléaux composés de bandes errantes et toujours renaissantes de soldats licenciés, que dirigent des aventuriers sans foi et sans honneur, exercent leurs ravages depuis le traité de Brétigny. On les désigne indifféremment sous la qualification de Bretons, de Normands, d'Anglais, de Gascons. Ces bandes sévissent dans toute la France et le duché de Bourgogne est particulièrement menacé. Cette soldatesque sans emploi vit de sang et de pillages, elle sème la terreur, s'empare de places, de châteaux, de forteresses, de bourgs, de hameaux et maisons isolées. Les bandes surgissent, parfois simultanément, de tous côtés de la province. Nivernais, Puisaye, Avallonnais, Auxois, Duesmois, Chalonnais, Mâconnais, toute la vallée de la Saône de Pontailler-sur-Saône à Mâcon, sont dévastés. Comme si cette calamité ne suffisait pas, les barons comtois, ennemis d'Outre-Saône, soutenus par les subsides anglais, ouvrent les hostilités entre les deux Bourgognes pendant que le roi de Navarre et son fils, en collusion avec les Comtois, conduisent des actions audacieuses, tantôt concomitantes, tantôt alternées. La lutte contre ses bandes de « routiers » monopolise tous les efforts de Philippe le Hardi et de son conseil ducal jusqu'en 1369, date à laquelle le duché retrouve une tranquillité dont les habitants avaient depuis longtemps perdu le souvenir. Ces bandes ont à leur tête des capitaines expérimentés dans les rangs desquels la Bourgogne souffre des actions malfaisantes d'un Gilles Troussevache, d'un Arnaud de Talebardon, d'un Guillampot, d'un Guiot du Pin, d'un Bour Camus, d'un Jean de Chauffour, d'un Seguin de Batefol, d'un Espiotte enfin, pour n'en citer que quelques-uns. Certains finissent par se faire prendre et connaissent le glaive de la justice ducale. Ces capitaines travaillent pour leur propre compte ou au service de celui qui paie.
Les ennemis d'Outre-Saône, les fiers et fougueux barons comtois, les Neufchâtel, les Montfaucon ont à leur tête le terrible Jean de Neufchâtel, le plus redoutable et le plus haineux. Sa capture lors des combats pour la tentative de prise de Pontailler-sur-Saône par les Francs-Comtois, marque un des jours heureux du règne. Une secrète association lie alors le roi d'Angleterre, le roi de Navarre et les Francs-Comtois. Pour la défense du duché, Philippe peut compter sur les gens d'un grand dévouement du conseil ducal. Le sire de Sombernon, Jean de Montagu, lieutenant du duché en son absence, le chancelier Philibert Paillart, Gui de Frolois, sire de Molinot, lieutenant et capitaine général du duché, du chancelier Bertrand d'Uncey. Les maréchaux de Bourgogne, Guillaume de la Trémoille et Gui de Pontailler, les baillis de Chalon et de Dijon, Girard de Longchamp et Hugues Aubriot, Jacques de Vienne enfin. Tous ces fidèles ont multiplié leurs efforts pour parer aux dangers d'une situation souvent critique, notamment lors des absences de leur maître, appelé par son frère le roi Charles V à de lointaines chevauchées contre les Anglais et le duc de Lancastre.

## Philippe et la Flandre

### Mariage avec Marguerite de Flandre

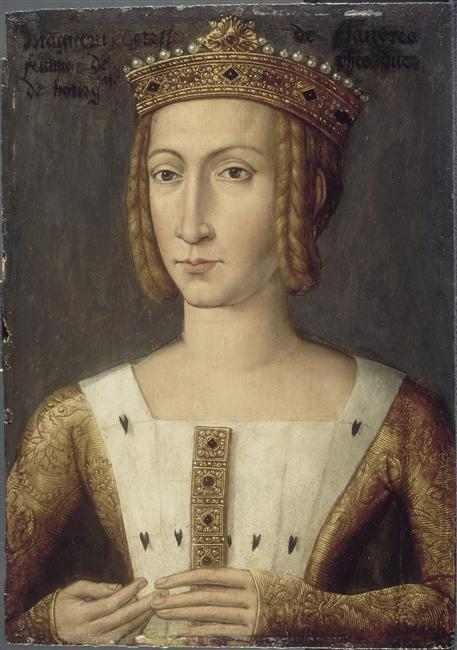
Portrait de Marguerite III de Flandre, école flamande, XVIe siècle, musée de l'hospice Comtesse, Lille.

La fille et l'unique héritière du comte Louis II de Flandre, restée veuve, après le décès de Philippe de Rouvres, fait l'objet, dès 1362, des avances d'un prince de la maison d'Angleterre, le comte de Cambridge Edmond de Langley, fils d'Édouard III. L'union qui se prépare se révèle fort avantageuse dans l'intérêt des deux partis. Bien que de mouvance française, la Flandre a tissé des liens économiques étroits avec l'Angleterre. L'industrieuse Flandre a un besoin vital de la laine fournie par les élevages de moutons anglais pour ses marchands drapiers. Une interdiction d'exportation de cette matière première entraînerait la ruine de l'économie flamande. Un contrat de mariage est conclu : le roi Édouard III s'engage à céder Calais et Ponthieu au comte de Cambridge et à verser à Louis de Male 175 000 livres tournois. Le 10 octobre 1364, il fiance Marguerite, avec Edmond de Langley. Cette union, qui permet à l'Angleterre de capter dans sa sphère d'influence la Flandre, représente pour la France une grosse menace qui n'a pas échappé au roi Charles V, tout nouvellement couronné. Ce dernier ne peut admettre que l'héritière, non seulement de la Flandre mais aussi, par sa grand-mère Marguerite de France, des comtés d'Artois, de Nevers, de Rethel, de Bourgogne (Franche-Comté) et de quantités de seigneuries moindres, remette un pareil ensemble territorial à un fils d'Édouard III.
Cependant, les fiancés sont consanguins au 4e degré, et une dispense papale est nécessaire pour réaliser ce mariage anglo-flamand. Charles V use de toute son influence auprès du pape avignonnais Urbain V pour le faire échouer. Après un ballet diplomatique à Avignon, où Français et Anglais intercèdent, Urbain V refuse d'accorder cette dispense et fait défense au clergé, soit de France, soit d'Angleterre, de procéder au sacrement,. Louis de Male et Édouard III s'inclinent devant cette décision. La bataille diplomatique continue cependant jusqu'au 17 avril 1367, date à laquelle Charles V réussit à obtenir une dispense pour marier, cette fois, son frère Philippe le Hardi à Marguerite de Male — qui est pourtant sa cousine. Mais Louis de Male résiste et il faut son accord pour ce mariage. L'intervention de sa mère Marguerite, la fille de feu le roi Philippe V, qui ne peut accepter le risque de démembrement du royaume de France, emporte la décision. Mais les intenses tractations franco-flamandes qui ont précédé l'accord donné par Louis de Male l'ont été au prix de lourds sacrifices pour la couronne. Ainsi, comme le souligne Joseph Calmette, « pour barrer aux Anglais l'accès à la côte belge le sage roi a dû faire, au-delà de toute prévision, la fortune de son plus jeune frère. » Le souverain s'est en effet résigné à restituer les châtellenies de Lille, de Douai et d'Orchies, annexées jadis au domaine royal par Philippe le Bel en 1304 et à lui verser 200 000 livres tournois.
Le mariage a lieu le 19 juin 1369 à Gand en l'église Saint-Bavon. Cette union permet à Philippe de Bourgogne de prendre contact avec les principales villes de Flandre. Il visite ainsi Lille, Ypres, Bruges, Damme et L'Écluse, constituant déjà des fidélités essentielles pour l'avenir de sa principauté. Tout cet héritage rend le duc de Bourgogne maître potentiel d'un ensemble territorial considérable, et lui ouvre la perspective d'un riche État. La nouvelle et puissante maison de Bourgogne, que la volonté de Charles V, dans le cadre de sa politique anti-anglaise, a fait naître au flanc du royaume, va un jour le mettre en péril.

### Insurrections urbaines en Flandre
L'autorisation donnée au mois de mai 1379 par le comte Louis de Male à Bruges de percer un canal entre la Reie, qui relie la cité à la mer, et la Lys, crée une situation de tension avec Gand. La ville voit en effet son activité économique menacée au profit de Bruges. Les métiers de Gand, bateliers et tisserands surtout, choisissent Jean Yoens comme leur chef. Le mouvement de révolte (les chaperons blancs) gagne d'autres villes : Grammont, Damme, Courtrai et Ypres. Pour la première fois le duc de Bourgogne intervient dans les affaires flamandes et, à la demande de Louis de Male, joue un rôle d'intermédiaire entre le pouvoir comtal et les révoltés. Il permet, le 30 novembre, la conclusion d'un traité de paix, vite rendu caduc par une répression des insurgés qui, finalement, conduit ces derniers à opérer une campagne de « décastellement » des places fortes comtales situées dans le pays de Gand. La guerre de Flandre commence au printemps 1380.
Philippe le Hardi intervient de nouveau, mais en soutenant ouvertement Louis de Male cette fois. À l'automne 1379, il obtient des États de Bourgogne la levée de 60 000 francs pour financer l'engagement contre les Gantois ; la ville de Dijon lui donne un millier d'hommes. Cependant, vaincu à Bruges le 3 mai 1382 par les Gantois emmenés par Philippe van Artevelde, Louis de Male doit se réfugier à Lille. Il fait alors de nouveau appel à l'aide à son gendre Philippe de Bourgogne. Ce dernier, en qualité d'hériter présomptif des domaines du comte, et donc de la Flandre, a tout intérêt à remettre de l'ordre dans la province. Avec l'aide de son frère Jean de Berry, il tente en 1382 de faire intervenir le pouvoir royal français dans la guerre de Flandre. Depuis l'Artois, il écrit une lettre au roi Charles VI, âgé de 14 ans et qui rêve d'exploits militaires, pour lui demander de s'impliquer, arguant une menace contre la chrétienté. La guerre contre Gand est en effet pour Philippe un impératif religieux : la Flandre est alors un « terrain d'affrontement, pris entre ses inclinations pour les Anglais et ses attaches françaises » au sein de la question du Grand Schisme d'Occident (survenu en 1378). Dès le début, les révoltés se réclament d'Urbain VI alors que Philippe soutient Clément VII. Les liens économiques entre Gantois et Anglais, qui produisent la laine utilisée par les drapier flamands, amènent van Artevelde à faire jouer l'alliance anglaise nouée par Jacob van Artevelde, son père au début de la guerre de Cent Ans. Le royaume d'Angleterre, lui-même en proie à de graves troubles intérieurs, ne lui apporte cependant qu'un soutien symbolique.

### Bataille de Roosebeke

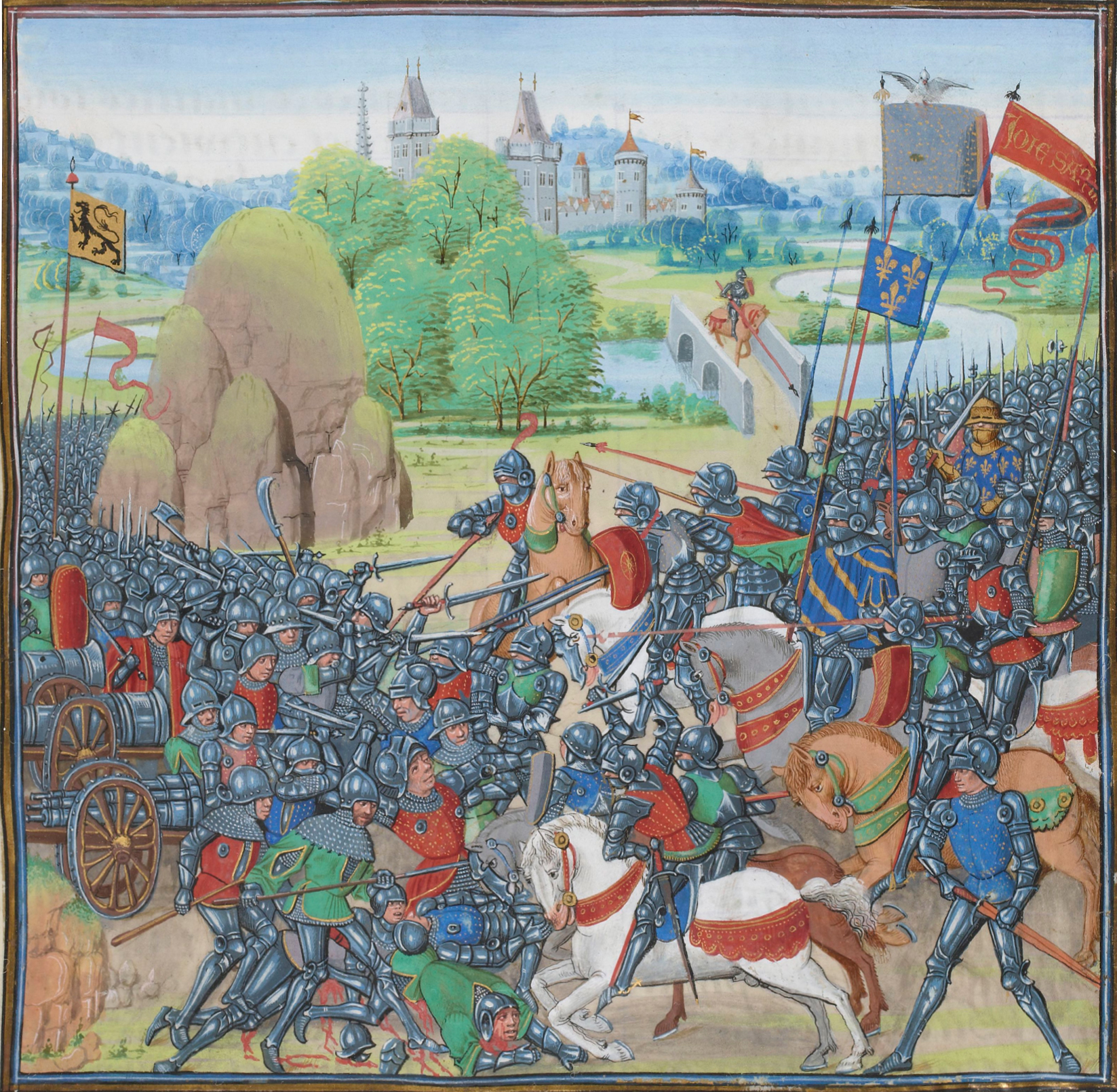
Scène de la bataille de Roosebeke, miniature de Loyset Liédet, Chroniques de Jean Froissart, BnF, Fr.2644.

La difficulté pour Charles VI et ses oncles est d'obtenir le financement d'une expédition pour vaincre Philippe van Artevelde qui tient tout le comté et qui, vers novembre 1382, à la tête d'une armée de 100 000 hommes, assiège Audenarde, ville fidèle au comte. Ils doivent pourtant agir pour éviter la contagion de la révolte à d'autres villes du royaume, Paris en tête. Cette situation pourrait affaiblir l'autorité royale et déstabiliser le royaume de France. Les tentatives d'alliance anglo-flamandes, bien qu'infructueuses, fournissent un prétexte, même si beaucoup n'y voient qu'une manœuvre du duc de Bourgogne pour reprendre en main son futur héritage. Clément VII soutient donc l'expédition française, qui peut ainsi prendre la forme d'une croisade.
Dans le but d'écraser van Artevelde en bataille rangée et de rétablir ainsi l'autorité royale, Charles VI se met en marche à la tête d'une armée d'au moins 20 000 hommes, dont Philippe fait naturellement partie, à la tête de 2 000 combattants, au départ d'Arras. Il s'agit surtout d'une armée aguerrie qui a chassé les Anglais du royaume et qui est invaincue depuis 1369. À son approche, les villes flamandes se soumettent les unes après les autres, payant un tribut qui finance l'expédition. Van Artevelde, voyant que le pays lui échappe, se retourne et affronte l'ost royal à Roosebeke le 27 novembre 1382. Van Artevelde est tué et l'esprit de la rébellion est brisé. Les Brugeois négocient leur soumission dès le lendemain, moyennant un tribut de 120 000 francs, et leur adhésion à l'obédience de Clément VII.

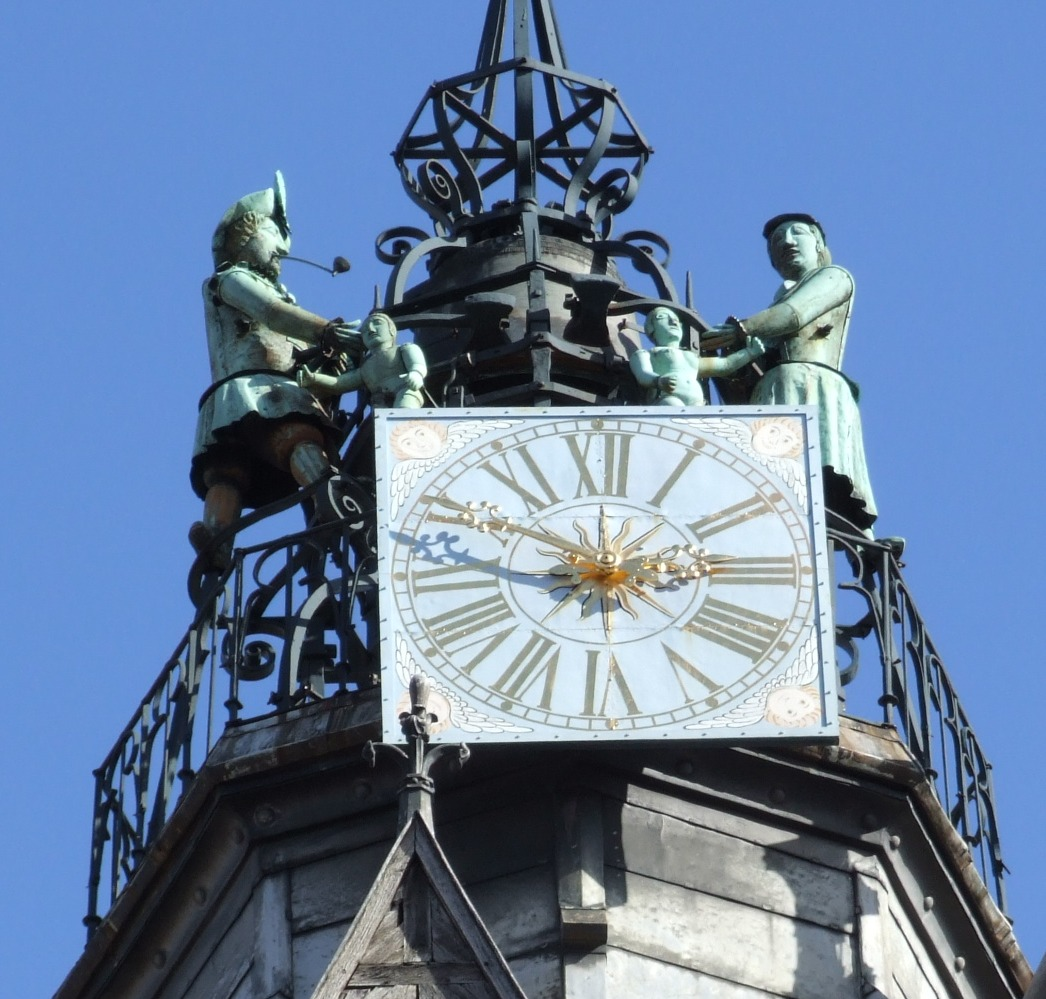
Le « Jacquemart » de Dijon : horloge rapportée de Courtrai par Philippe le Hardi après la bataille de Roosebeke.

La mauvaise saison et le risque que l'ost immobilisé par un siège trop long fasse défaut pour réprimer une révolte généralisée dans le royaume déterminent Charles VI et ses oncles à renoncer à l'attaque de Gand, remettant de fait à plus tard la résolution du problème gantois. Avant de regagner Paris, Charles VI tient à montrer sa détermination d'en finir avec la révolte flamande. Il décide de détruire et brûler la ville de Courtrai, laquelle est devenue le symbole de la résistance flamande après la débâcle de la chevalerie française en 1302. Charles VI reste insensible aux supplications de Louis de Male en faveur de sa cité : la population est soumise aux traitements les plus inhumains et elle est livrée aux flammes. Le duc de Bourgogne prend sa part du butin et, voulant témoigner sa reconnaissance à sa « bonne ville » de Dijon, fait démonter et transporter à Dijon « un horoloige qui sonnoit les heures, un des plus beaux qu'on sût deçà ni delà mer » selon Froissart, ainsi qu'une magnifique tapisserie. Il permet aussi à la ville d'adopter son cri de guerre comme devise : « Moult me tarde ». L'horloge que les Dijonnais ont dénommée « Jacquemart » arrive à Dijon dans les premiers mois de 1383. Josset de La Halle, le mayeur (maire) de la ville la fait placer au-dessus d'une tourelle de l'Église Notre-Dame de Dijon, place qu'elle occupe encore.

### Philippe, comte de Flandre

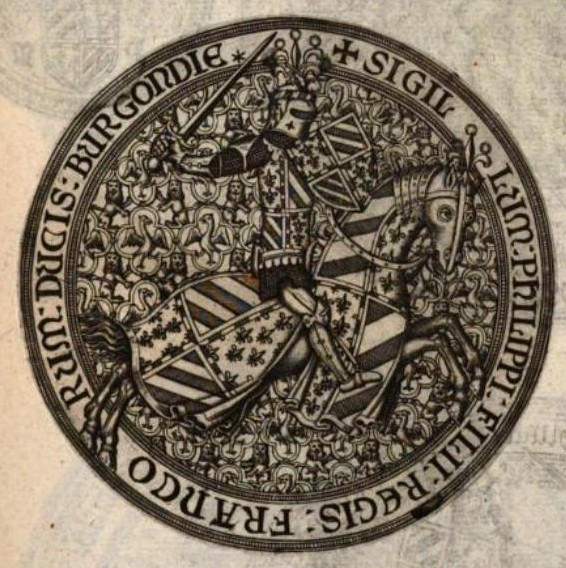
Sceau de Philippe le Hardi (1641).

Philippe organise ensuite la restauration de l'autorité royale, laquelle passe par la soumission des villes et l'acceptation de l'impôt. À Compiègne, le 4 janvier 1383, le duc de Bourgogne, qui parle en maître et en homme d'État, fixe les grandes lignes de la politique royale pour un an. Charles VI soumet donc les villes les unes après les autres en y entrant à la tête de son imposante armée, et ceci en y reproduisant un cérémonial rodé. Le Grand schisme qui déchire l'Occident depuis 1378 a aggravé la situation financière de l'Église déjà mauvaise sous les papes d'Avignon : il y a deux Saints-Sièges, avec deux administrations pontificales. Le contrôle de Bruges est un enjeu économique majeur pour les deux papes car le produit de la fiscalité pontificale en Europe du Nord y transite. Du fait de leurs alliances anglaises, les Flamands sont suspects de passer sous l'obédience du pape Urbain VI d'autant que Louis de Male reconnaît le pape romain. L'expédition française de 1382, soutenue par l'antipape Clément VII, et la bataille de Roosebeke qui restaure l'autorité du roi de France sur la Flandre, mettent donc en péril le commerce de la laine anglaise et la fiscalité pontificale romaine.
Dès lors, Urbain VI réagit et fait prêcher la croisade en Angleterre par Henri Despenser, l'évêque de Norwich. Ce sont les frères mineurs qui se chargent de relayer la campagne sur le terrain : ils flattent l'orgueil national naissant et les Anglais achètent massivement des indulgences pour financer la croisade. Celle-ci est acceptée par le Parlement anglais le 23 février 1383. Henri Despenser débarque à Calais au mois de mai 1383 à la tête de 3 000 hommes. Les Anglais saccagent ensuite Gand le 20 mai 1383 et s'attirent l'inimitié des Flamands dont le comte soutient pourtant Urbain. Ils occupent par la suite Dunkerque, Bergues, Bourbourg, Cassel, Poperinghe et mettent le siège devant Ypres le 8 juin. La ville résiste. Louis de Male appelle les Français à son secours par le biais de Philippe le Hardi. L'immobilisation de l'armée anglaise donne au duc de Bourgogne le temps de réagir, note Bertrand Schnerb. L'armée royale est en effet convoquée à Arras le 15 août. L'apprenant, Henri Despenser lève le siège d'Ypres et se replie sur Bergues et Bourbourg. La première ville est enlevée par les Français le 8 septembre. La garnison de Bourbourg capitule après une contre-attaque ratée. Gravelines négocie sa reddition pour 15 000 florins. Une trêve est vite obtenue et l'évêque de Norwich regagne finalement l'Angleterre avec ses troupes.
Des rencontres pour conclure une trêve entre Anglais et Français se tiennent à Leulinghen en novembre et décembre 1383. La délégation française est conduite par les ducs de Berry et de Bretagne et par le comte de Flandre tandis que le côté anglais est mené par Jean de Gand et son fil Henri. Le statut de la ville rebelle de Gand provoque des complications dans les négociations, Louis de Male refusant que le traité de paix s'applique à la cité. Le 26 janvier 1384, le traité est conclu, et Louis de Male ne parvient toujours pas à isoler Gand. Peu de temps après, il meurt. Dès lors, Philippe le Hardi hérite de fait des comtés d'Artois, de Bourgogne, de Flandre, de Nevers et de Rethel. Le duc de Bourgogne organise des funérailles grandioses le 27 février, une façon de se poser en successeur légitime de Louis de Male.

### La Flandre en paix

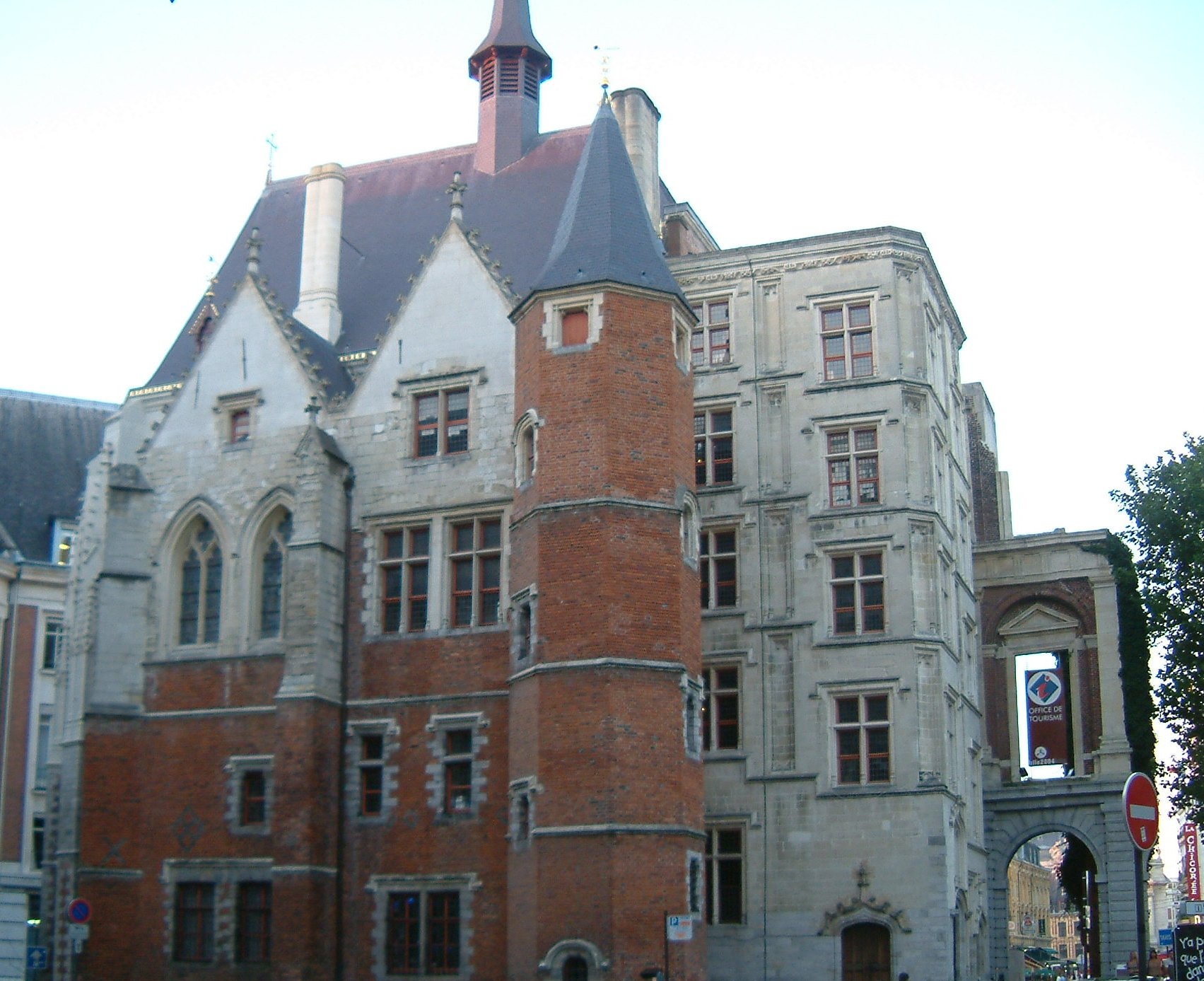
Vestiges du palais des ducs de Bourgogne à Lille.

Philippe le Hardi entre solennellement avec sa femme Marguerite à Bruges, Ypres, Messines, Dixmude, Damme, Malines et Anvers. Il prend rapidement des mesures militaires et décide de la levée d'un impôt permettant de financer la défense de la Flandre. Il nomme Guy II de Pontailler et Jean de Ghistelle « gouverneurs du pays de Flandre », confiant la charge respectivement au principal office militaire de Bourgogne et à un représentant d'un grand lignage de Flandre, proche conseiller de Louis de Male. Le duc décide également de programmes de rénovation et de consolidation des places fortes, notamment la construction d'un château à l'Écluse. En prenant possession du comté de Flandre, il n'y trouve qu'une résistance : les Gantois. La trêve, conclue à Leulinghen en janvier 1384 pour une durée de 15 mois, empêche la reprise immédiate des hostilités avec ces derniers mais ceux-ci reçoivent encore du soutien de l'Angleterre. Au printemps 1385, Philippe instaure l'aide censée financer la guerre contre Gand négociée avec les villes flamandes lors de leur reddition contre un pardon général. Les Gantois reçoivent un renfort anglais de 100 hommes d'armes et 300 archers. Ils reprennent les hostilités dès la fin de la trêve de Leulinghem, en mai 1385. Ils tentent de prendre Bruges et parviennent à occuper le port de Damme. Les Français, qui montent une armée pour débarquer en Angleterre dans le port de L'Écluse, marchent contre eux. La troupe commandée par Charles VI et Philippe reprend Damme le 28 août 1385. Mais, une nouvelle fois, les Français ne marchent pas sur Gand. Par contre la ville est isolée, ses voies de ravitaillement sont bloquées et sa population menacée par la famine — autant de conditions qui poussent les insurgés à négocier, d'autant plus que la guerre dure depuis plus de six ans déjà. Philippe sait que son intérêt converge avec celui des bourgeois flamands. Il reçoit donc des envoyés flamands avec lesquels il conclut le traité de Tournai le 18 décembre 1385, acte officiel qui rétablit la paix dans le comté de Flandre. Les clauses montrent clairement la volonté d'apaisement de Philippe.

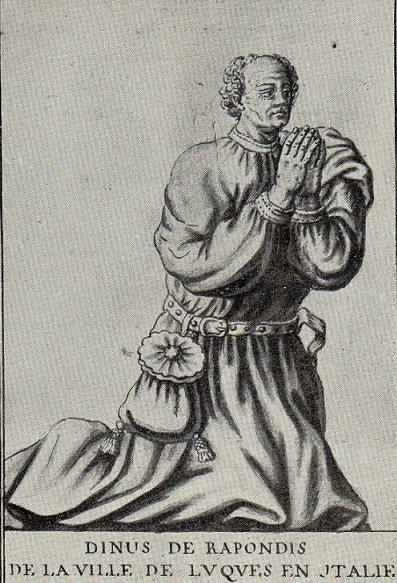
Statue de Dino Rapondi, proche conseiller de Philippe II, située dans la chartreuse de Champmol, dessin de Jean Perron (1726).

Par ce traité, le duc de Bourgogne accorde aux Gantois son pardon (même à tous ceux qui en Flandre ont été bannis à condition qu'à leur retour ils jurent de respecter les clauses du traité), il confirme tous leurs privilèges en échange de leur soumission et de leur engagement à être « de bons, loyaux et vrais sujets ». Il sait être conciliant, permettant à chacun de choisir son obédience, ou faisant rédiger les lettres de la chancellerie en flamand. Toute la Flandre lui fait allégeance, ce qui règle le conflit. Il veille, aussi bien dans son action au gouvernement du roi Charles VI de France que dans les conséquences des évènements du Grand schisme d'Occident, aux intérêts économiques des villes drapières. Il bénéficie à ce sujet des conseils d'hommes d'affaires parmi lesquels Dino Rapondi tient le premier rang. En effet, en prenant possession du comté de Flandre, en janvier 1384, Philippe le Hardi sait que pour être accepté par les Flamands, il doit leur rendre leur prospérité économique, d'autant plus que la guerre a duré plusieurs années (1379-1385), ravageant le pays. Philippe décide une reconstruction rapide. Il favorise le repeuplement de villes dévastées par l'octroi de privilèges fiscaux. Les effets d'une telle politique ne se font sentir qu'à longs termes, et certaines villes ne se relèvent qu'avec difficultés, même si le duc est soutenu dans son action par les Quatre Membres de la Flandre, collège représentatif des sujets flamands. La prospérité de la Flandre dépend en premier lieu des échanges avec l'Angleterre qui est à l'époque le principal fournisseur de laine de l'industrie textile du nord du royaume, et celle-ci exige d'être payée en nobles d'or. Philippe fait donc battre des nobles flamands contenant très légèrement moins d'or que la monnaie anglaise. L'effet est rapide : l'économie est relancée et le duc y puise de substantielles plus-values. Au vu de ce succès, le Conseil du roi se rend compte des méfaits du franc fort et de la raréfaction de la monnaie sur la circulation des marchandises. En avril 1385, cédant au pressions des milieux d'affaires, le roi dévalue le franc et augmente le prix du marc de métal précieux. L'effet de cette politique associée au retour de la paix est très favorable et l'économie est relancée. La paix est enfin faite entre les sujets qui ont accepté l'impôt et le roi qui apporte paix et prospérité économique.

## Naissance de l'État bourguignon

### Politique matrimoniale d'extension territoriale
Après avoir hérité des terres de son beau-père, Philippe le Hardi se lance dans une politique matrimoniale active. De son union avec Marguerite de Male il a dix enfants, dont quatre filles et trois garçons atteindront l'âge adulte. Un lien plus étroit avec l'Empire lui permettrait d'assurer sa position. En 1385, Jean sans Peur, le premier fils de Philippe le Hardi, se marie à Marguerite de Bavière, et sa sœur Marguerite de Bourgogne épouse Guillaume IV de Hainaut, le premier fils d'Albert de Hainaut, régent des comtés de Hainaut, Hollande et Zélande. De son côté, Charles VI se marie à Isabeau de Bavière. Ainsi se noue une solide alliance entre les Wittelsbach et les Valois, qui permet de faire entrer tous les Pays-Bas dans l'orbite française mais en particulier permet à Philippe le Hardi d'espérer encore agrandir sa principauté. De plus, les princes germaniques, à la recherche d'alliances puissantes susceptibles de faire basculer l'élection impériale dans leur clan, n'ont rien à attendre des Français. Les Anglais sont liés aux Luxembourg par le mariage de Richard II d'Angleterre avec Anne de Bohème ; dès lors il est logique pour les Wittelsbach de rechercher l'alliance française. Cette alliance bavaroise avec le pouvoir royal renforce la position du duc de Bourgogne.
Philippe entend également renouer l'alliance avec l'Autriche. En 1392, il donne la main de sa fille Catherine de Bourgogne au futur duc d'Autriche Léopold IV de Habsbourg. « Cette première union de la maison de Habsboug et de la maison de Bourgogne marqu[e] le point de départ d'une politique de pénétration bourguignonne » en terres d'Empire. Le duc tisse aussi des liens matrimoniaux avec la maison de Savoie : le 30 octobre 1393, jour de la saint Michel, Marie de Bourgogne se marie à Amédée VIII,. Enfin, en 1402, le duc s'assure également, de la même manière : par l'union matrimoniale, les terres du Luxembourg. Il unit son fils Antoine avec Jeanne de Luxembourg, fille du plus puissant seigneur de Picardie. Ces liens permettent à la principauté de Bourgogne de développer son influence en Picardie.
Même en dehors de sa politique d'expansion matrimoniale, le duc Philippe agrandit le territoire de la principauté. En 1387, Philippe refuse de tenir sa promesse faite à son frère Charles V au moment de son mariage, de restituer les châtellenies de Lille, de Douai et d'Orchies en faisant valoir que son mariage, subordonné à ce don, a été conclu dans l'intérêt de la France. En 1390, avec la dot de Marguerite de Bavière, le duc fait l'acquisition, moyennant soixante mille francs d'or, du comté de Charolais appartenant à la maison d'Armagnac. Ce comté est par la suite attribué à Jean sans Peur.

### Expédition contre le duc de Gueldre

Les duchés de Brabant et de Gueldre en 1350
Duché de Brabant
Duché de Gueldre

Les doubles mariages de 1385 servent les visées expansionnistes du duc de Bourgogne, l'expédition de Gueldre en 1388 en est une manifestation supplémentaire. Jeanne de Brabant, veuve de Venceslas Ier de Luxembourg, dont l'héritière est Marguerite de Flandre, est menacée par Guillaume VII de Juliers, duc de Gueldre. Le duc, soutenu par l'Angleterre, fait état des engagements du défunt à l'égard des Luxembourg pour la possession de quelques places et, de surplus le duc de Gueldre a insolemment défié Charles VI. Philippe obtient du Conseil royal la décision d'envahir le duché de Gueldre. Une fois de plus le duc de Bourgogne met les moyens du royaume au service de ses propres intérêts. Au cours de sa progression vers le duché de Gueldre, sur la proposition du duc de Bourgogne qui veut éviter le pillage des riches terres de la duchesse, l'armée franco-bourguignonne ménage le Brabant et le Hainaut, et emprunte le difficile itinéraire via les Ardennes et le Luxembourg. Déjà des murmures s'élèvent contre le duc de Bourgogne, auteur de ce choix. Le 13 octobre 1388 à Corenzich, le duc de Gueldre se soumet au roi de France à des conditions honorables. Le retour de l'armée à la mauvaise saison s'avère fort pénible. Des murmures contre le duc de Bourgogne s'élèvent hautement dans l'armée et même dans toute la France. Brillante et bien équipée, l'armée regagne la Champagne en fort piteux état après une marche qui s'apparente à une mauvaise déroute. Si elle coûte cher à la France, la chevauchée est toutefois fructueuse pour Philippe. Il a gagné contre Luxembourg et la duchesse, reconnaissante, se place sous le protectorat bourguignon. Par contrat du 28 septembre 1390, elle cède sa seigneurie en nue propriété à Philippe.

## Philippe au service du roi

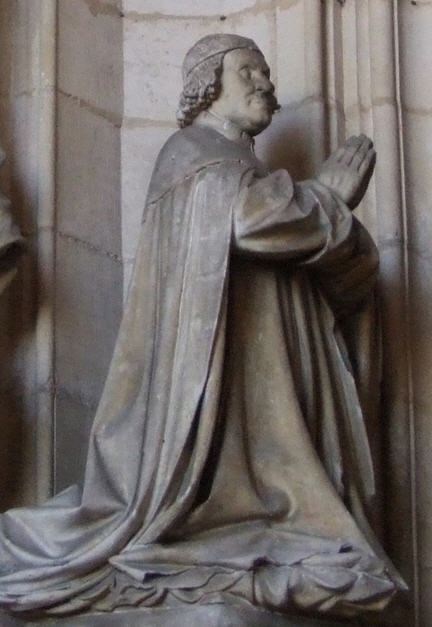
Philippe le Hardi priant (détail du portail de la chartreuse de Champmol de Dijon).

### Réduction des compagnies
Philippe le Hardi soutient la politique de lutte contre les Anglais, aux côtés de Charles V. Ne pouvant guerroyer et s'occuper de sa principauté, en particulier dans la lutte des Grandes compagnies, le duc met à son service d'anciens mercenaires. Parmi ceux-ci, il faut placer à part Arnaud de Cervole dit « l'Archiprêtre », vieux condottiere en disponibilité. Ayant autorité sur les chefs de bandes, ses anciens affiliés, l'Archiprêtre est un auxiliaire précieux pour le duc. Déjà le roi Jean, lui-même, l'avait eu trop souvent à son concours, pour ne pas engager son fils à utiliser ses services et son expérience. Lui seul avait assez d'autorité pour rallier les bandes éparses des routiers et les utiliser pour la défense de la province. Il est au premier rang des féodaux bourguignons et son aide est indispensable à la défense du duché. Philippe met aussi à son service Jean d'Armagnac, comte de Charolais,.
Fin 1365, Charles V réussit enfin à se débarrasser d'une importante fraction des Grandes compagnies, en les faisant conduire par Du Guesclin en Espagne au secours de Henri de Trastamare. Une partie des bandes peu désireuses de courir les risques d'une expédition lointaine restent sur place. Philippe le Hardi organise la défense de la Bourgogne selon le principe de la terre déserte : il fait le vide devant l'ennemi et tient toutes les forteresses. Faute de ravitaillement, les Grandes compagnies vident les lieux et marchent sur Paris mais les mercenaires se heurtent à l'armée royale et refluent vers le Poitou où ils finissent par se faire acheter par le roi Charles V. Elles sont ensuite incorporées en 1369 à l'armée française qui va participer dès lors à la reconquête des territoires concédés à l'Angleterre par le traité de Brétigny. Cependant, le désordre dû à la présence des compagnies est attesté jusque dans les années 1375-1380, puis la menace s'estompe. Cet état d'insécurité conduit le duc à améliorer le système de défense. Philippe renforce les places fortes et y nomme des capitaines sûrs et de permanents. Il institue la fonction de maréchal de Bourgogne et investit dans cette responsabilité Guy II de Pontailler.

### Reconquête du royaume

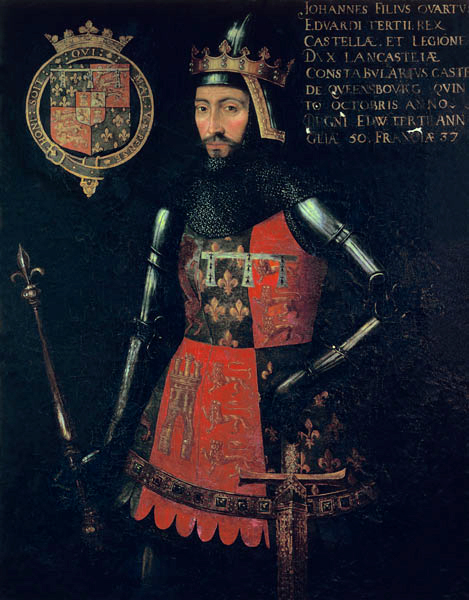
Portrait de Jean de Gand, duc de Lancastre, vers 1593, Badminton House, Gloucestershire.

Après la décision prise par Charles V de chasser les Anglais des positions qu'ils tenaient dans le sud-ouest de la France, le duc prend part à chacune des campagnes de la période 1369 à 1380. En 1372, il rejoint Olivier de Clisson et du Guesclin; ils font une campagne en Poitou et marchent vers la Bretagne. Ils reprennent Saint-Jean-d'Angely, Aulnay, Niort, Thouars. En 1373, Édouard III tente d'affaiblir l'effort français en Guyenne par l'ouverture de nouveaux fronts. N'ayant pas les moyens logistiques et financiers de soutenir la guerre de siège que lui impose Charles V et qui semble conduire à la reconquête progressive de toute l'Aquitaine, le roi d'Angleterre tente alors une chevauchée censée ruiner la France dans ses forces vives. Le 12 juin 1373, il institue son fils, le duc de Lancastre Jean de Gand, lieutenant spécial et capitaine général dans le royaume de France. Le débarquement à Calais les 25 et 26 juillet 1373, de Jean, duc de Lancastre et de Jean IV, duc de Bretagne accompagnés de puissants contingents remet le duc en campagne.
La chevauchée de Lancastre reste sous contrôle, notamment grâce à Philippe le Hardi, qui tient les ponts et les châteaux sur son aile droite, et alors que du Guesclin la suit et empêche tout repli vers Calais. Le raid anglais traverse la Picardie et le Vermandois mais, ne pouvant aller vers l'ouest, il se dirige vers Reims, puis Troyes où il trouve portes closes. Battu par Olivier V de Clisson à Sens, le duc de Lancastre ne peut rejoindre la Bretagne, et tente donc de rallier la Guyenne en traversant le Limousin. Jean de Gand perd peu à peu son armée. Après une marche épuisante, les Anglais finissent le raid en fort piteux appareil.
La tactique adoptée par le duc pour lutter contre la chevauchée anglaise partie de Calais le 22 juillet 1380 avec à sa tête le comte de Buckingham, dernier fils d'Édouard III, est la même que celle inaugurée par du Guesclin. Après la mort de du Guesclin, le 13 juillet 1380, Charles V l'a nommé « capitaine général des gens d'armes et d'arbalètes dans tout le royaume avec entière autorité pour les conduire contre les ennemis, là où il le jugerait convenable ». La longue chevauchée qui traverse la France, passe du Nord à l'Anjou, en traversant le Sénonais, le Gâtinais, la Beauce est surtout épuisante par les courses incessantes. Philippe refuse tout engagement. Il suit un chemin parallèle à celui de l'armée anglaise et harcèle l'ennemi. Il est à Tours, lorsqu'il est avisé de la maladie du roi est part aussitôt pour Paris. Buckingham en profite pour rejoindre la Bretagne. Au total, entre 1369 et 1375, les Français reprennent aux Anglais la quasi-totalité des concessions faites et des terres possédées par l'ennemi avant même le début de la guerre, exceptions faites de Calais, Cherbourg, Brest, Bordeaux, Bayonne, et de quelques forteresses dans le Massif central. Mais parvenu à ce point, Charles V sait ne pouvoir reprendre plus de terrain, les Bordelais étant trop anglophiles du fait des liens commerciaux (ils exportent massivement leur vin vers l'Angleterre). Toute sa stratégie étant basée sur la reconquête des cœurs avant celle des territoires, il ne souhaite pas s'encombrer d'une ville prête à se rebeller à la première occasion. Tout est ouvert pour finalement négocier à Bruges où une trêve met fin à la guerre en reconnaissant la souveraineté des Français sur les territoires reconquis.

### Philippe et le «gouvernement des oncles»
Charles V de France meurt le 16 septembre 1380 à Beauté-sur-Marne, affaibli par la mort de sa femme survenue deux ans plus tôt. Son fils, Charles VI, qui n'a que douze ans, lui succède. Par testament de Charles V, Philippe le Hardi, Louis d'Anjou et Jean Ier de Berry, ses oncles paternels, ainsi que Louis de Bourbon, son oncle maternel, sont nommés ses tuteurs et se partagent la direction du conseil avec les « marmousets », surnom donnés aux conseillers bourgeois du jeune roi. Charles VI se fait sacrer à Reims le 4 novembre 1380 mais il ne peut régner seul qu'à ses vingt ans (le 4 décembre 1388). Le 30 novembre 1380 est mis sur pied un système collégial de gouvernement. Les oncles ont la direction du Conseil pour lequel ils choisissent ensemble 12 membres. Ils sont parvenus ainsi à évincer les conseillers de Charles V. Il se partagent ainsi la régence et, donc, les recettes fiscales, jusqu'en 1388. Dès lors, leurs principautés deviennent indépendantes de fait — c'est la période dite du « gouvernement des oncles ». Louis d'Anjou, de par son degré d'aînesse, exerce la présidence du conseil, Philippe est occupé par les affaires de Flandre, Jean de Berry doit gérer son immense apanage qui représente le tiers du royaume. Louis d'Anjou garde donc les mains libres, cependant Philippe qui conserve la garde des enfants a une carte à jouer importante : il peut inspirer au roi la politique à mener. Une lutte pour le pouvoir s'engage donc entre Louis d'Anjou et Philippe le Hardi. Ce dernier parvient peu à peu à évincer son aîné, et, en 1382, Louis d'Anjou quitte le royaume pour l'Italie.

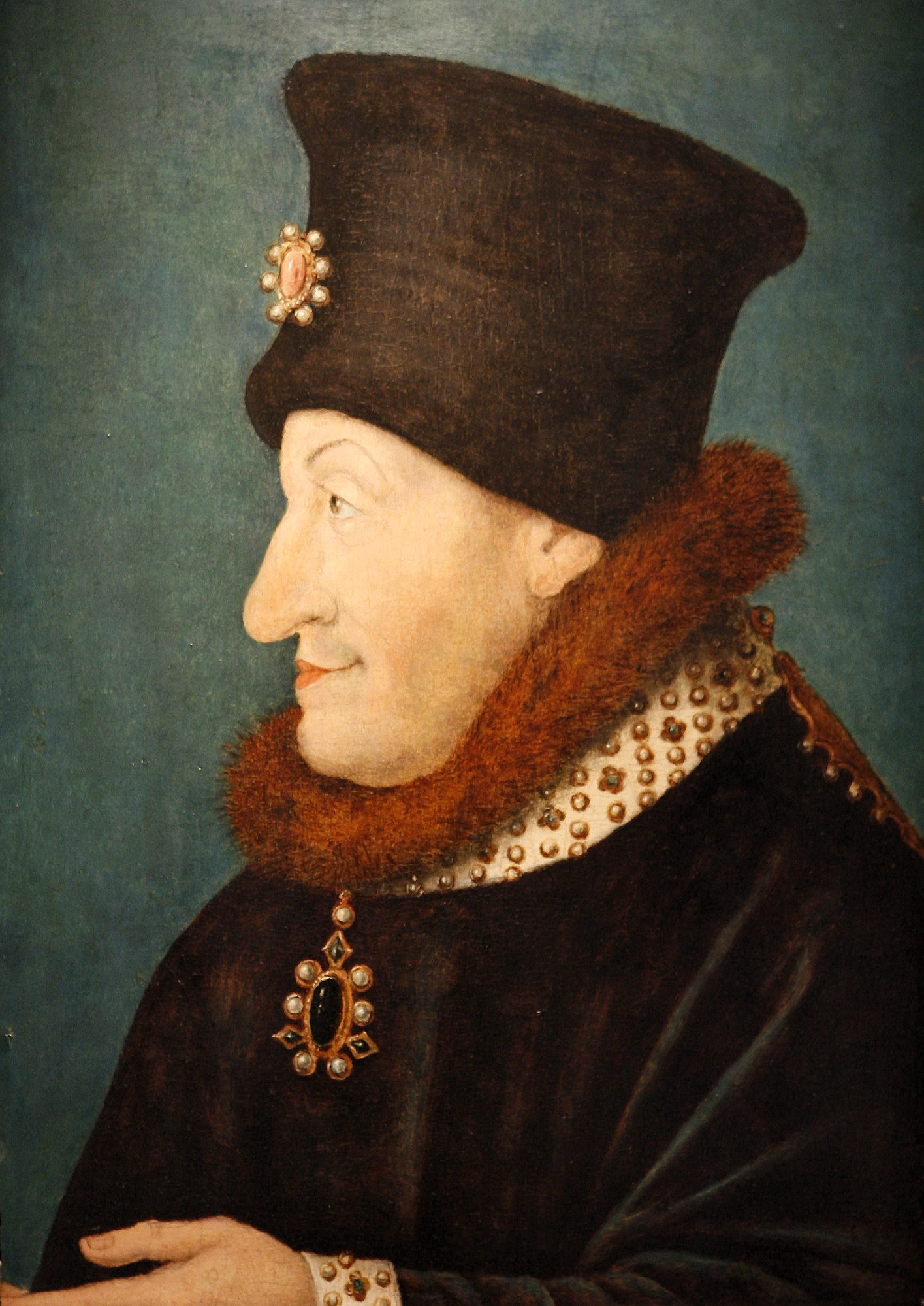
Portrait du duc de Bourgogne Philippe II le Hardi, plus âgé. École française, fin du XVIe siècle, musée des beaux-arts de Dijon.

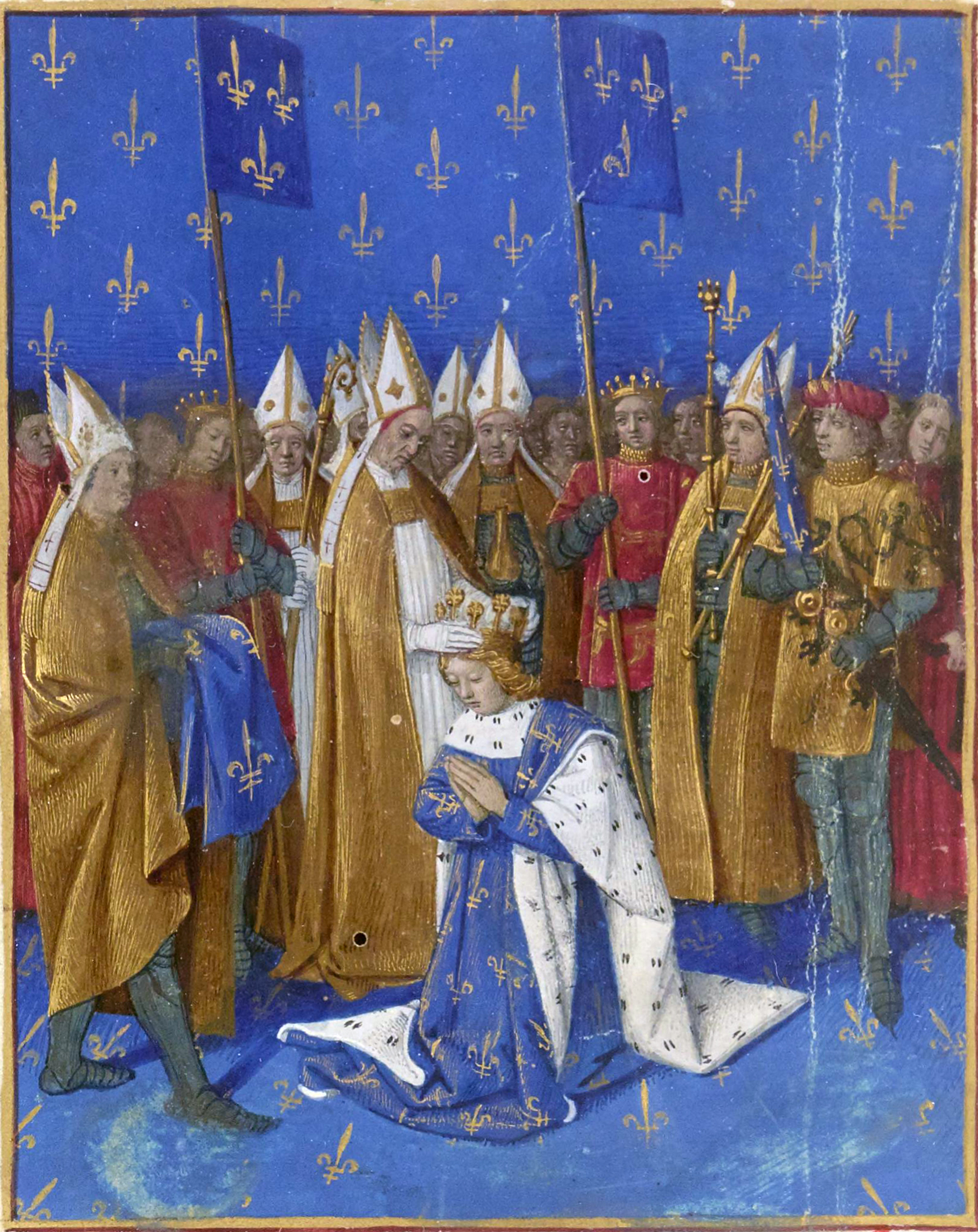
Les oncles font couronner rapidement Charles VI de manière à prendre le pouvoir au détriment des conseillers de Charles V, les « marmousets » (Les Grandes Chroniques de France, miniature de Jean Fouquet, vers 1455-1460, Fr 6465,).

Juste avant sa mort, pris de remords, Charles V a décidé d'abolir les fouages en pays de langue d'oïl. Le peuple comprend la nécessité de l'impôt quand ceux-ci sont au départ justifiés par l'état de guerre en vertu d'une négociation avec les États généraux. Or, les Anglais repoussés du royaume de France par Charles V, et en proie à de graves troubles internes, ne sont pas en état de continuer le conflit. L'impôt n'a plus lieu d'être et le roi et ses oncles doivent réunir les États généraux le 11 novembre 1380. Le 16 novembre, le Conseil du roi mené par Louis d'Anjou publie une ordonnance abolissant tous les impôts créés depuis Philippe le Bel. Les exactions sur les fermiers et les Juifs se multiplient, malgré une ordonnance royale et l'action de la prévôté de Paris. Cependant, aucune paix n'a été signée avec les Anglais et le conseil argumente que, pour prévenir une éventuelle chevauchée anglaise, il faut que le pays verse une aide. Le roi et son conseil n'ont d'autre issue que de rétablir l'impôt sans l'aval des États. L'ordonnance rétablit les impôts indirects le 17 janvier. La levée des aides se fait sur les marchés ce qui est propice à déclencher des émeutes par effet d'entraînement. En quelques jours, des révoltes éclatent partout en Pays d'oïl à commencer par la Normandie. La révolte de la Harelle à Rouen débute le 27 février, le même jour Caen se soulève, puis Falaise, Orléans, Reims, Amiens, Laon, etc. La révolte des Maillotins éclate à Paris le 1er mars. C'est Philippe de Bourgogne qui mène les négociations pour le Conseil du roi. Il accepte la remise en liberté de quatre bourgeois emprisonnés, mais les émeutiers libèrent aussi tous les autres prisonniers de droit commun ou politiques. Le duc organise un cérémonial appliqué une première fois à Rouen mais amené à se renouveler dans toutes les villes qui se sont rebellées ; il s'agit de réaffirmer l'autorité royale par l'entrée en grande pompe de Charles VI dans une ville soumise : les meneurs sont décapités, leurs têtes exposées, les vantaux de la porte de la ville par laquelle entre le jeune roi sont abattus.

### Croisade de Nicopolis

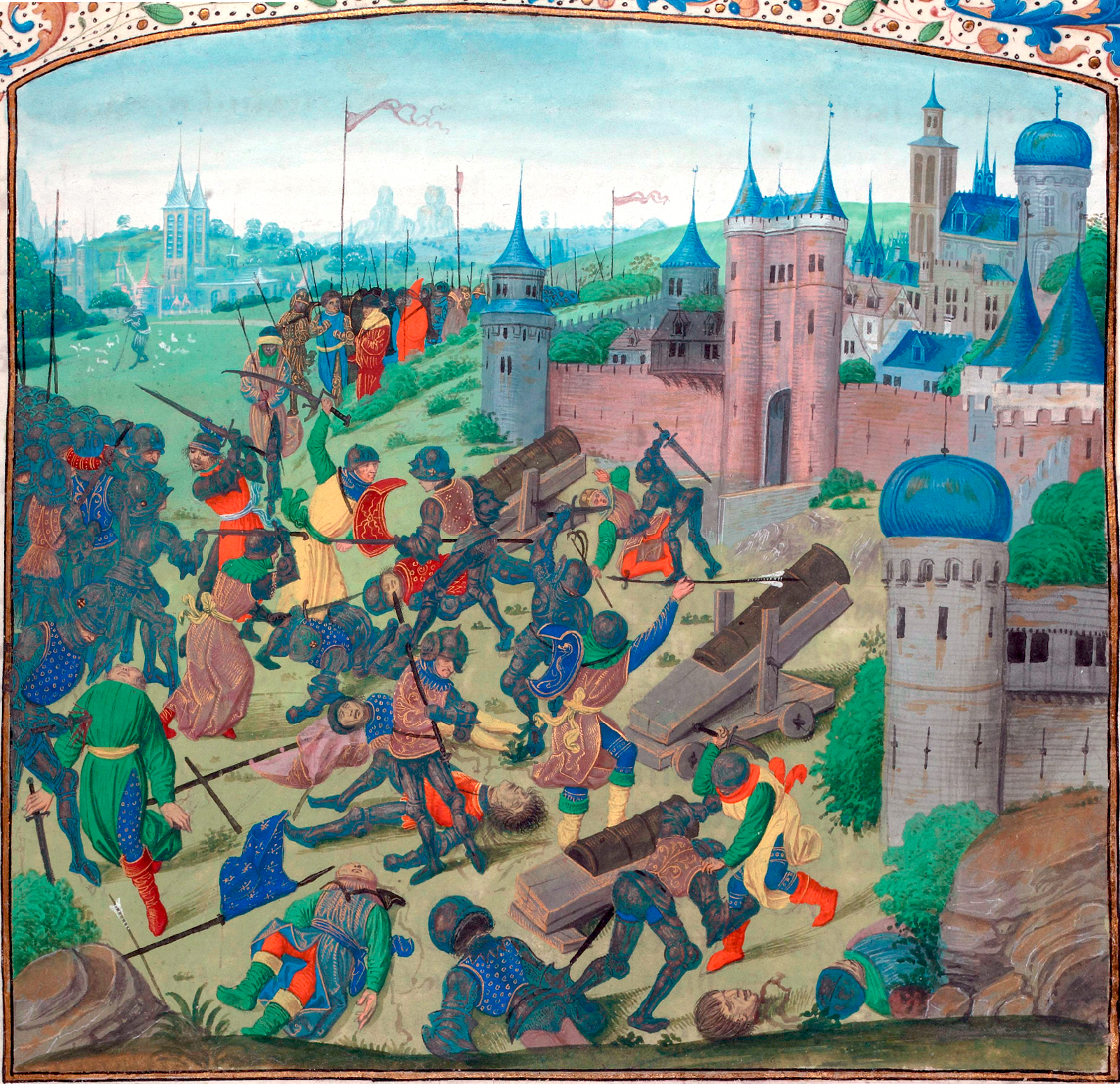
Scène de la Bataille de Nicopolis, miniature du Maître du Livre de prières de Dresde tirée des Chroniques de Jean Froissart, XVe siècle, Fr.2646,.

Dans les années 1390, le contexte politique en Europe étant plus favorable à une expédition militaire contre les Turcs, Charles VI et Richard II décident d'une opération conjointe pour aider le roi Sigismond de Luxembourg. La folie du roi de France oblige cependant à proposer le commandement de ce « voyage en Hongrie » à Philippe le Hardi et à Jean de Gand. Finalement, en 1395, le duc décide de placer à la tête de l'armée de croisés son fils, le comte de Nevers, Jean, nommé plus tard « Jean sans Peur », et ce afin que le prestige d'une telle croisade retombe sur la maison de Bourgogne. L'idée de croisade est en effet de plus en plus à l'honneur à la cour de la principauté. L'armée franco-bourguignonne quitte Dijon au mois d'avril 1396 et rallie Buda, en Hongrie, en juillet, où elle rencontre le contingent anglais. L'objectif est alors de suivre la vallée du Danube et de prendre la place forte de Nicopolis. Le 25 septembre 1396, la force chrétienne rencontre l'armée turque du sultan Bayézid, qui finit par remporter le combat.
La réputation du duc est alors mise en danger, d'autant plus que son fils a été capturé par les Turcs. Philippe doit réunir divers fonds et lever un impôt spécial à la hâte. Il parvient à le racheter au sultan moyennant une rançon de 200 000 ducats dès 1398. De retour en France, Jean sans Peur et ses compagnons deviennent cependant de véritables héros, alors que la maison de Bourgogne voit son prestige rehaussé à tel point qu'elle devient par la suite, dans les années 1420-1460, « l'un des principaux foyers d'exaltation de l'idéal de croisade et de lutte contre la menace turque ». L'engouement pour la littérature de croisade témoigne de ce prestige. C'est en effet à la cour de Bourgogne que sont produits le plus de romans s'inspirant de textes antérieurs, ou en faisant œuvre originale, et puisant dans « la mémoire des possessions septentrionales », note Jacques Paviot.

### Soustraction d'obédience

Carte historique du Grand schisme d'Occident
États reconnaissant le pape de Rome
États reconnaissant le pape d'Avignon
États ayant changé d'obédience durant le schisme

En 1394, il y a déjà plus de quinze ans que deux papes rivaux se retrouvent à la tête de la chrétienté. Boniface IX siège à Rome, et reçoit l'appui de la Vénétie, de l'Angleterre, de l'Allemagne, de la Pologne et de la Hongrie. Dans le camp de Benoît XIII, pape d'Avignon, se rangent la France, la Castille, l'Aragon, le Portugal, l'Écosse, la Savoie et le royaume de Chypre. Cette année-là, Philippe le Hardi demande à l'université de Paris de lui présenter une recommandation sur les moyens de mettre fin à ce schisme. De plus, avec une politique fiscale agressive qui prive le clergé d'une grande part des bénéfices issus de ses charges, Benoît XIII s'est mis à dos nombre de religieux. Philippe le Hardi, qui suit une politique conciliante vis-à-vis de la papauté de Rome pour ménager les Flamands, a tout intérêt à mettre fin à la division en son sein. Après plusieurs mois de délibérations, l'université présente trois solutions : la « voie de compromis » (laisser aux pontifes le soin de mettre fin eux-mêmes au schisme), la « voie de cession » (il faut les démettre simultanément et en élire un autre) ou la réunion d'un concile, qui aurait pour but de trancher le problème. En février 1395, le Conseil du roi appuie le principe d'une démarche pour la voie de cession (Louis d'Orléans, partisan de la voie de fait, qui sert ses intérêts italiens a été évincé par Philippe le Hardi). Cependant, ni Benoît XIII ni Boniface IX, n'acceptent de se démettre. On décide alors de les y obliger en ayant recours à une soustraction d'obédience. Entre l'université de Paris et le Saint-Siège, les positions se raidissent. Dès lors, les Parisiens font valoir leur projet de réforme de l'Église et voient en Philippe le Hardi leur champion. Le duc tente alors, en 1396, de remplacer l'évêque de Cambrai, André de Luxembourg, mort récemment, par son candidat : Louis de la Trémouille. Cependant, le pape Benoît XIII s'y oppose et missionne son favori à ce poste. La tension entre le pape et le duc est à son maximum.
En 1398, une assemblée d'évêques tenue à Paris vote une ordonnance, retirant au pape les bénéfices et les taxes ecclésiastiques au profit du roi de France. Autrement dit, l'Église de France se gouverne elle-même et c'est le roi qui légifère en matière religieuse. Seule l'autorité spirituelle est reconnue au pape d'Avignon. La France est bientôt imitée par la Sicile, la Castille et la Navarre. Benoît XIII refuse de plier, même si les fonds ne rentrent plus. Assiégé dans sa citadelle pendant plusieurs mois par des ennemis locaux, il parvient à s'enfuir en 1403 et se réfugie chez le comte de Provence, Louis II d'Anjou, qui s'oppose depuis le début à la soustraction d'obédience. La soustraction d'obédience s'avère vouée à l'échec. Plusieurs évêques commencent à se plaindre, surtout lorsque le gouvernement français commence à taxer les revenus des paroisses. Le camp orléaniste a pris, dès 1401, parti contre la soustraction d'obédience. Le 29 avril 1403, la Castille restitue son obédience au pape. La France suit le 28 mai. On en revient aux tractations diplomatiques qui ne donnent aucun résultat, les pontifes de Rome et d'Avignon campant toujours sur leurs positions. Pour remercier Louis d'Orléans de son soutien, le pape lui offre 50 000 francs (aux dépens de la fiscalité imposée aux clercs), ce qui a pour effet de dresser l'université contre lui et de la faire basculer un peu plus en faveur du parti bourguignon.

### CharlesVImet fin au «gouvernement des oncles»

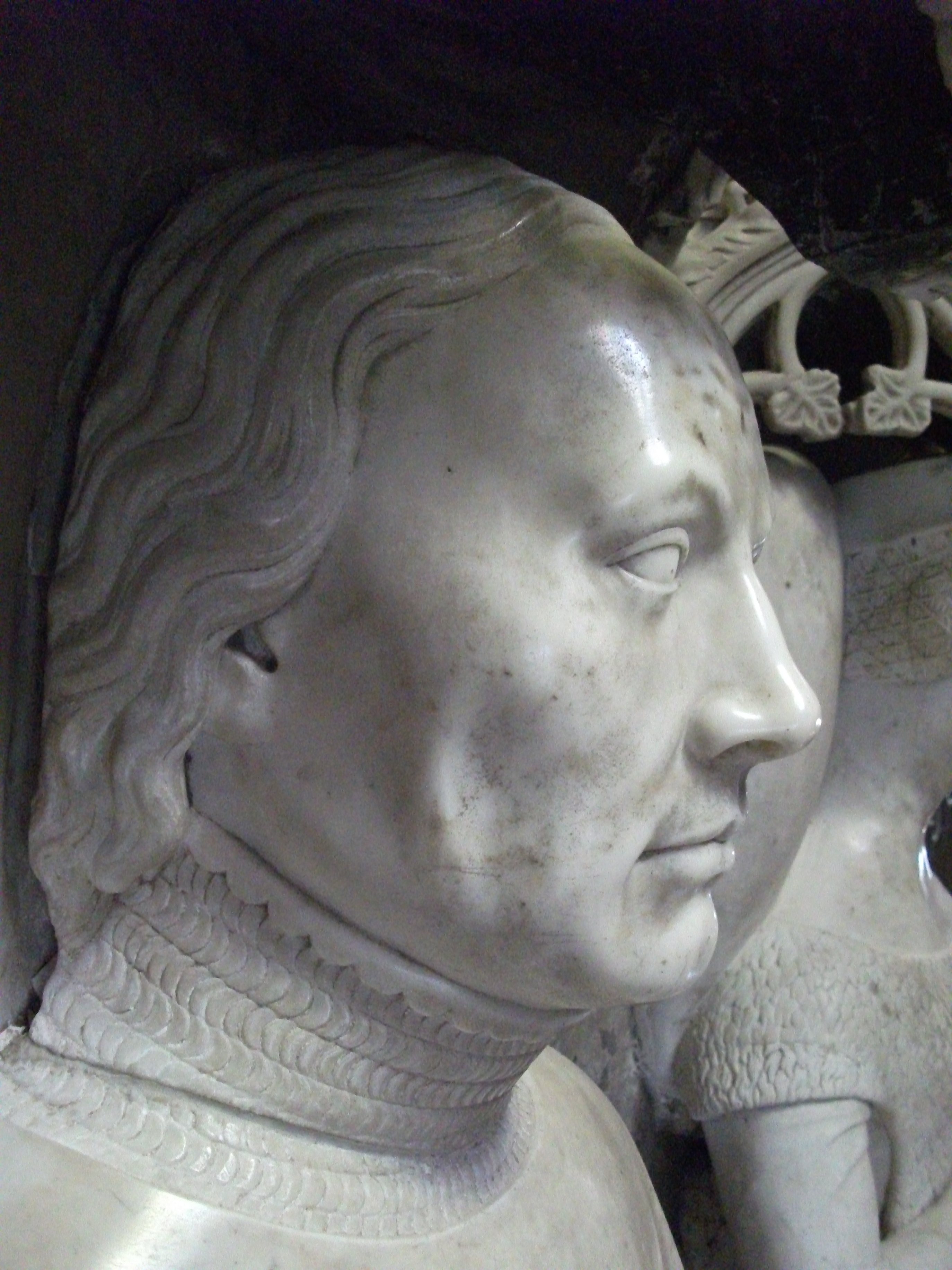
Olivier de Clisson, l'un des « marmousets » du roi Charles VI. Gisant de la basilique Notre-Dame-du-Roncier de Josselin.

Le discrédit du duc de Bourgogne à la suite de l'expédition désastreuse contre le duc de Gueldre est immédiatement mis à profit par le jeune roi et les anciens conseillers de son père. Ceux-ci, comme Philippe de Mézières ou Olivier de Clisson, l'ont éduqué et en ont fait un partisan du « bon gouvernement », de la paix, des économies, de la politique intérieure et du souci de l'opinion publique, ce qui est clairement différent de la politique menée par les princes qui utilisent la guerre pour justifier l'impôt. Or, à partir de 1388, ces conseillers acquièrent davantage de pouvoir auprès du roi.
Le 28 octobre 1388, le roi fait son entrée à Reims, au retour de l'expédition désastreuse qu'il a commandée contre le duc de Gueldre. Toutes les têtes politiques de France se trouvent donc dans la ville du sacre à la Toussaint 1388. La date et le lieu ne sont pas anodins : Charles VI a en effet été sacré à Reims huit ans plus tôt. Le 3 novembre, une grande assemblée du Conseil du roi se tient au palais épiscopal de Reims. Le cardinal de Laon, Pierre Aycelin de Montaigut, ancien conseiller de Charles V, demande si le roi n'est pas en âge de se passer de tuteurs. Comme l'archevêque de Reims et les chefs de guerre approuvent, la décision est prise et Charles gouverne désormais seul. Ce dernier prend la parole et remercie ses chers oncles « des peines et travaux qu'ils avaient eus de sa personne et des affaires du royaume ». Les ducs Philippe II de Bourgogne et Jean de Berry sont complètement pris au dépourvu et ne peuvent qu'acquiescer, d'autant que le premier est affaibli. La manœuvre du jeune roi et de ses conseillers, faite au grand jour sous la forme d'un coup d'éclat, permet de marquer la prise de gouvernance par Charles VI et d'opérer un changement radical de politique, laissant aux oncles la responsabilité de la répression des révoltes et du rétablissement par la force de l'impôt. Charles, exonéré de ces contentieux, a les mains libres pour prendre en main son royaume. Philippe le Hardi, dépité, se concentre alors sur les affaires de son immense principauté.

### Folie deCharlesVIet fin des Marmousets
En 1392, Charles VI mène une expédition militaire contre Jean IV de Bretagne, soupçonné d'avoir commandité un attentat visant à tuer le connétable Olivier de Clisson. Le roi est victime d'une crise de folie alors que l'armée se trouve près du Mans, première crise d'une longue série. Philippe le Hardi prend alors les choses en main, annule la campagne contre le duché de Bretagne, et décide avec son frère le duc de Berry de s'en prendre aux conseillers du roi. Les deux hommes attaquent les marmousets, particulièrement ceux qui ont soutenu l'intervention militaire contre la Bretagne. Ce conflit aurait provoqué pour les oncles de Charles VI l'échec de leur politique de paix avec l'Angleterre, alliée de la Bretagne. Philippe le Hardi, dans ce but politique précis, souhaite particulièrement écarter trois des marmousets : La Rivière, Mercier, et plus particulièrement Olivier de Clisson, dont les ambitions sur la Bretagne contrecarrent les plans des oncles du roi. Philippe, suffisamment intelligent pour avoir réussi à discrètement jouer un rôle sous le gouvernement des marmousets, l'est également en permettant aux autres anciens conseillers royaux de continuer leur carrière au service de l'État.
L'état de Charles VI, malgré des périodes d'accalmie, se dégrade. Philippe le Hardi a réussi en 1392 à écarter Louis Ier d'Orléans, frère de Charles VI. En 1394, le duc de Bourgogne est devenu le personnage dominant du pouvoir royal, il en est notamment le principal diplomate. En tant que principal diplomate, le duc de Bourgogne joue un rôle central dans les relations internationales et les négociations pour le compte du roi et du royaume de France. Il est responsable de la communication avec d'autres pays, de la négociation de traités et d'alliances, et de la promotion des intérêts de la couronne française à l'étranger. Ce rôle clé lui confère une influence considérable sur la politique et les décisions du royaume.

### Philippe de Bourgogne contre Louis d'Orléans

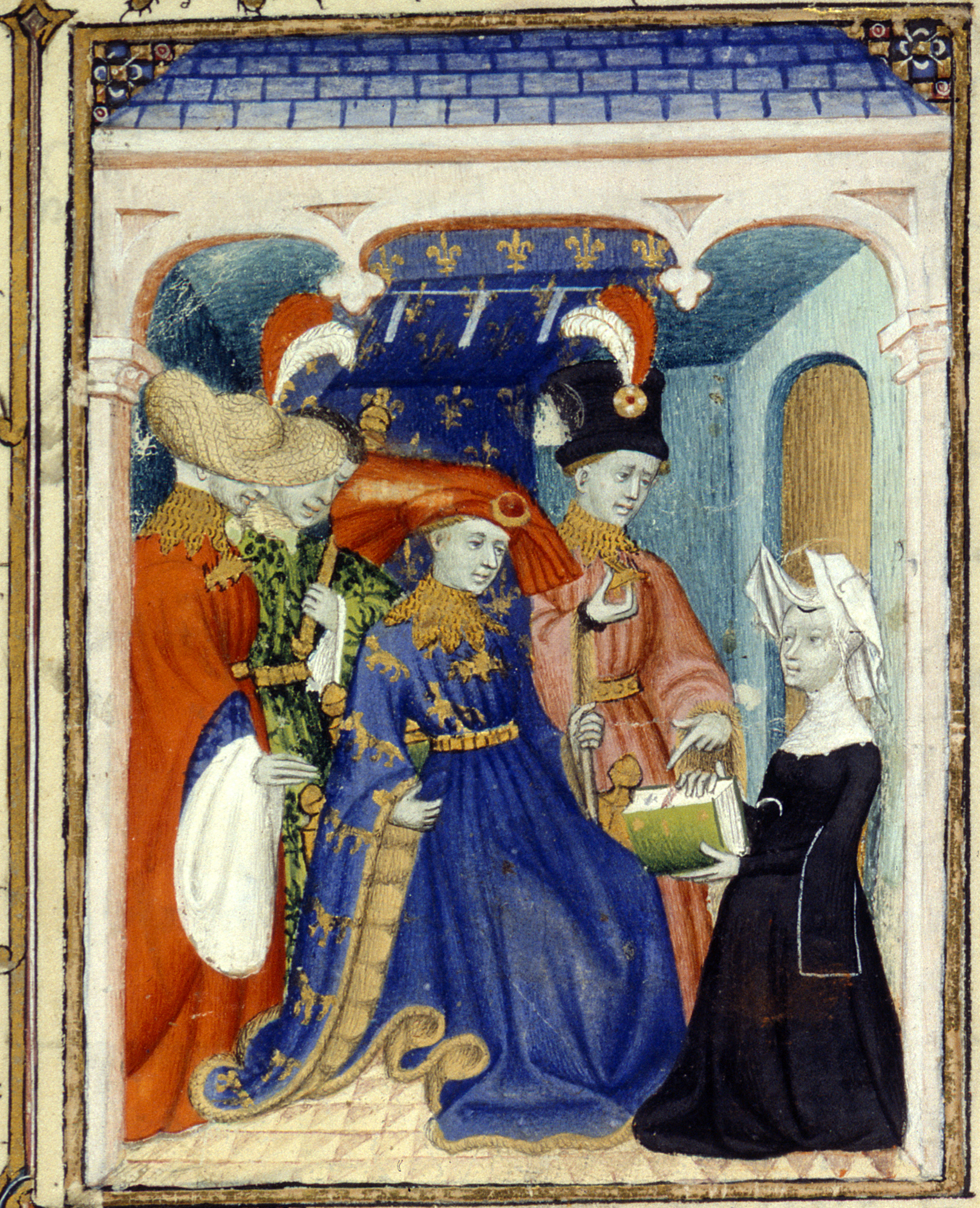
Louis d'Orléans, adversaire de Philippe le Hardi, reçoit un livre des mains de Christine de Pisan. Miniature du Maître de la Cité des dames, L'Épître Othéa, British Library, Harley 4431,.

Les tensions entre les marmousets et le duc de Bourgogne constituent les prémices de la guerre civile entre Armagnacs et Bourguignons, qui éclate dès 1405, tensions renforcées par les querelles qui opposent Philippe le Hardi et Louis d'Orléans, déjà fortes depuis l'été 1399. Le premier est en effet favorable à la trêve avec l'Angleterre alors que le second, digne héritier de la politique de Charles V, se fait champion de la reprise de la lutte contre l'ennemi anglais. En décembre 1401, Philippe le Hardi fait une démonstration de force à Paris, en massant une petite force armée autour de la capitale, pour intimider Louis d'Orléans. Le duc de Berry, la reine et le duc d'Anjou, empêchent la guerre civile en obtenant un accord entre les deux parties. En 1402, Louis d'Orléans, profitant de l'absence de Philippe le Hardi parti quelques semaines en Bourgogne, obtient de son frère le roi la charge de « souverain-gouverneur des aides », ce qui lui permet de lever un impôt exceptionnel. Le duc de Bourgogne, de retour à Paris, obtient de Charles VI d'être « co-souverain-gouverneur des aides », à égalité avec Louis d'Orléans. Dans ses dernières années, Philippe le Hardi consacre une partie de ses actions politiques à tenter de déloger les soutiens de Louis d'Orléans des postes importants de l'État français, sans y parvenir.

### Régent de Bretagne
Après la mort du duc Jean IV de Bretagne, en 1399, son fils, Jean V lui succède. Trop jeune pour gouverner le duché (il a alors dix ans), Philippe le Hardi, qui est son grand-oncle maternel, est déclaré tuteur du jeune duc et régent du territoire de Bretagne dès 1402.

## Mort du duc

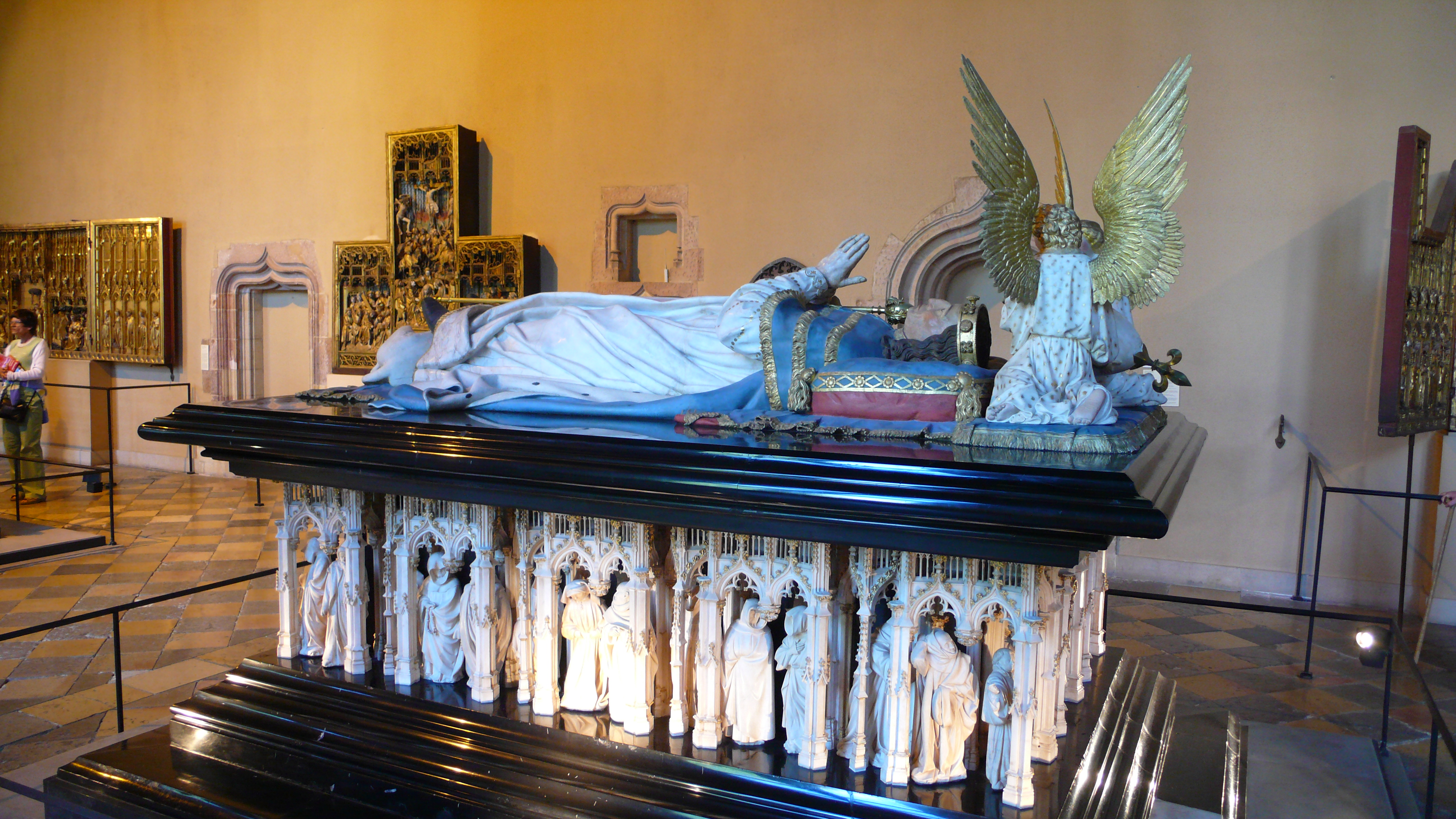
Le tombeau de Philippe le Hardi au palais des ducs de Bourgogne de Dijon.

Au printemps 1404, le duc de Bourgogne se rend à Bruxelles pour y recevoir le gouvernement du duché de Brabant. Il tombe rapidement malade et décide de rejoindre la Flandre. Lors d'une halte à Hal, Philippe le Hardi meurt, le 27 avril 1404 à l'auberge Den Hert. Il semble avoir été victime d'une épidémie de grippe infectieuse, information relayée par le primat de Saint-Denis et par Christine de Pizan.
Le corps du duc est embaumé et mis dans un cercueil de plomb. Ses entrailles et son cœur ont été prélevés et ont été enterrés respectivement à Hal et à Saint-Denis. Le défunt est ensuite ramené à la chartreuse de Champmol, à Dijon depuis Hal (soit un itinéraire long de 550 kilomètres), dès le 30 avril 1404. Ses fils et des proches accompagnent le cortège funèbre qui fait halte dans plusieurs villes (Grammont, Audenarde, Courtrai, Lille et Douai). En Bourgogne, le cortège s'arrête plusieurs jours à Saint-Seine-l'Abbaye dans l'attente de Jean sans Peur, qui s'est rendu à Paris pour prêter serment auprès du roi. Devenu pair de France et duc de Bourgogne, Jean est présent lors de l'enterrement de son père, à l'église des chartreux de Champmol.
La mort du duc a suscité dans la littérature de son temps de nombreux échos. Beaucoup de récits ont idéalisé la scène et ont fait du personnage un exemple d'homme d'État prestigieux. Selon Christine de Pizan, le duc a délivré à ses trois fils rassemblés aux côtés de son lit de mort un testament politique, les engageant solennellement à rester loyaux envers le roi de France.

## Principat dePhilippeII

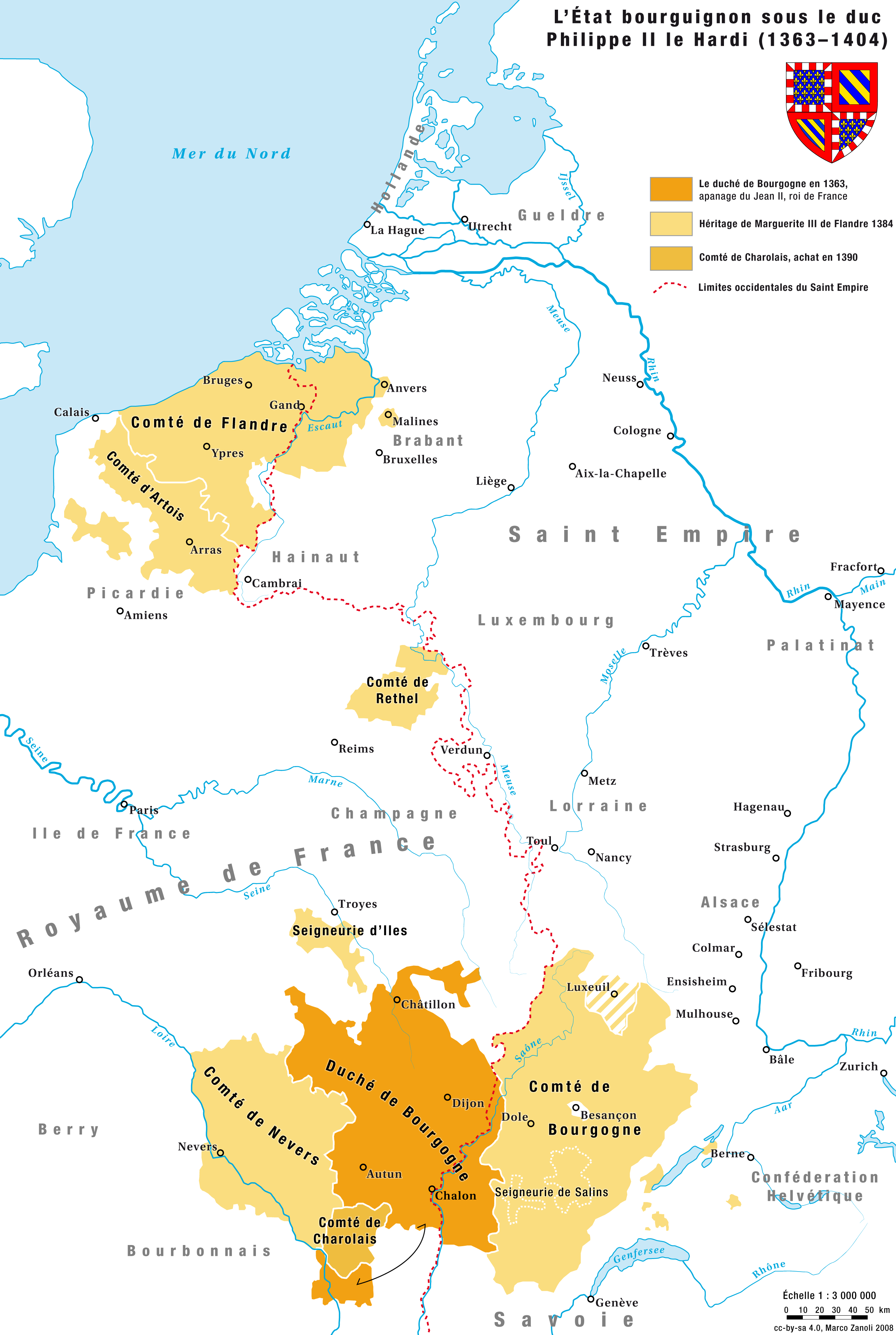
Possessions de Philippe le Hardi
Agrandissez cette image.

### Acquisitions
Philippe le Hardi reçoit le duché de Bourgogne par une lettre de Jean le Bon datée du 6 septembre 1363. Il abandonne le duché de Touraine, qu'il tenait en apanage, contre le duché de Bourgogne, transmis en tant que grand fief. Son mariage avec Marguerite de Flandre lui permet de se constituer une principauté, à l'origine de la puissance territoriale des ducs de Bourgogne. Ce territoire s'est en effet constitué peu à peu sous son principat. À la mort de Louis de Male, en 1384, il entre en possession des terres et seigneuries d'importance : le comté de Flandre et la seigneurie de Malines, le comté de Nevers et la baronnie de Donzy, le comté de Rethel, le comté de Bourgogne (la Franche-Comté actuelle), la seigneurie de Salins et le comté d'Artois, ainsi que quelques terres situées entre la frontière septentrionale du duché de Bourgogne et Troyes (« les terres de Champagne » : Jaucourt, L'Isle-Aumont, Chaource et Villemaur). Cet ensemble s'est accru en mai 1390 par l'achat — avec la dot de Marguerite de Bavière, l'épouse de Jean, son premier fils, le futur duc de Bourgogne Jean sans Peur — du comté de Charolais à Jean III comte d'Armagnac et à son frère.

### Duché et comté de Bourgogne
L'administration du duché et du comté de Bourgogne sous Philippe II est resté très semblable à celle constituée par son prédécesseur. En matière judiciaire, les justice seigneuriales, prévôtales ou urbaines traitent les demandes des justiciables. Les tribunaux de bailliage leur permettent de faire appel. Des juridictions spéciales existent tels le maître de foire de Chalon ou le gruyer (officier des eaux et forêts) de Bourgogne. Pour le comté, un parlement d'appel spécial siège à Dole. Il existe aussi un autre organe d'appel : l'« auditoire des causes d'appeaux » de Dijon, comparable au conseil de Lille créé en 1386. Dès cette année, par une grande ordonnance datée du 11 juillet, et symétriquement avec la réorganisation du système en Flandre, Philippe II fonde une Chambre des comptes à Dijon, dont l'organisation est calquée sur celle, royale, de Paris. Sa compétence territoriale s'étend au duché et au comté, mais aussi au comté de Nevers et à la baronnie de Donzy, aux terres de Champagne et de Faucogney (qu'il a acquises). Les gens de compte contrôlent les finances ducales, supervisent la gestion et la conservation du domaine du duc et vérifient les comptes. Cette compétence persiste jusqu'en 1420, date à laquelle la Chambre des comptes de Lille concentre tous les pouvoirs en la matière.

### Comté de Flandre

Blason du comté de Flandre : D'or au lion de sable armé et lampassé de gueules.

Après son accession au comté de Flandre, Philippe le Hardi conserve les grandes institutions administratives, comme l'institution baillivale, très organisée, et notamment le souverain bailli de Flandre, office créé par Louis de Male. Les baillis comtaux sont chargés de défendre les droits et prérogatives du comte. Le duc se lance cependant dans un vaste programme de réforme, qui concerne en premier lieu la chancellerie. Dès 1385, Le duc décide de la fusion des charges de chancelier de Bourgogne et de Flandre et dont le titulaire devient le garde des sceaux. Le titre de chancelier de Bourgogne disparaît. Il s'agit selon Bertrand Schnerb de la première mesure de centralisation prise par le duc.
Une seconde mesure d'importance concerne l'organisation judiciaire et financière, qui ne prend effet qu'après le rétablissement de la paix en Flandre. Philippe II fait ainsi mettre en place une Chambre du conseil et une Chambre des comptes à Lille, dès février 1386. Cette cité a été choisie pour des raisons linguistiques, politiques et géographiques selon Bertrand Schnerb : située en Flandre gallicante, elle n'a pas participé au soulèvement de Gand et son emplacement, non loin de Paris et peu vulnérable militairement en fait une place idéale. Deux corps d'officiers sont institués : ceux chargés de la justice et ceux chargé des comptes, même si les deux organes peuvent sièger parfois conjointement. Cette administration s'impose rapidement à toute la Flandre et même aux seigneuries enclavées que sont celle d'Anvers et celle de Malines. Le comté d'Artois s'y soumet également.

### Fiscalité

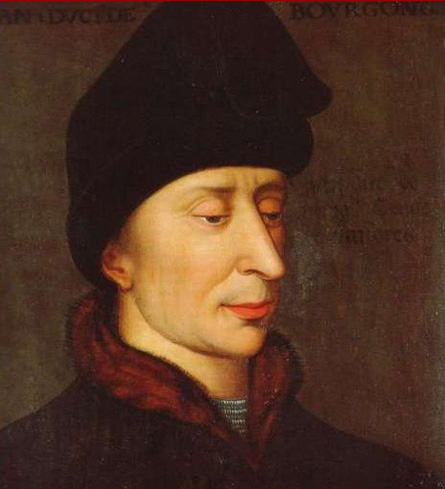
Portrait de Jean Sans Peur, fils et successeur de Philippe le Hardi (détail). École flamande, XVIe siècle, musée de l'hospice Comtesse, Lille.

Plusieurs études concernent la fiscalité sous le principat de Philippe le Hardi. L'analyse des documents financiers de Philippe le Hardi datant d'entre 1390 et 1400, distingue un double régime de recettes. Selon Van Nieuwenhuysen, les recettes ordinaires s'élèvent à 60 % alors que celles extraordinaires se montent à 40 % du revenu total du duc. Les recettes ordinaires sont fixées et annuelles : ce sont des impôts sur la production et la circulation tels le cens en nature ou en espèce, le droit de péage, ou encore le huitième du vin. Les recettes extraordinaires correspondent aux dons et pensions de la part du roi, aux emprunts directs et aussi aux diverses aides ducales souvent attribuées après accord des États généraux de Bourgogne. Ce sont les régions du Nord, celles du comtés d'Artois et de Flandre, qui sont les plus prospères pour les finances ducales : entre 1395 et 1403, le duc en tire de 35 à 48 % de ses recettes.
Selon Jean Rauzier, Philippe le Hardi a su se montrer un gestionnaire talentueux : tout en diminuant la charge propre à son domaine ducal, il a su donner naissance à une fiscalité moderne. Le duc s'est aussi, toutefois, montré très dépensier au début de son règne : la gestion de son parc immobilier se montait entre 79 et 86,5 % des rentrées domaniales annuelles, à tel point qu'il dut souvent emprunter ou recourir au crédit. Cette source de revenus n'a cessé de s'accroître lors de son règne, atteignant 15 % de ses recettes en 1403 et 1404. Pour Henri Dubois, le principat de Philippe le Hardi a ouvert la voie à la fiscalité de l'État moderne.

### Gouvernement
Philippe le Hardi gère sa principauté en étant assisté d'un chancelier à qui il délègue largement ses pouvoirs, note Bertrand Schnerb. Le duc est aussi entouré d'un Grand et petit Conseil qui le suit dans ses déplacements. Ce conseil n'a pas de composition fixe et Guillaume de Clugny, Guy Ralby, Lambert de Saulx, Pierre d'Orgemont, Philibert Paillard, Jean de Thoisy Jean Réponde et Richard Bonnot  y siègent en tant que membres. Les conseillers Richard Bonnot et jean de Thoisy représenteront le Duc avec tout pouvoir  lors des négociations pour fixer à perpétuité les limites des provinces de Bourgogne et du Bourbonnais. Lors de ses absences, Philippe délègue la gestion de sa principauté à ses gouverneurs et capitaines généraux, par exemple à Guillaume de Namur, son neveu, en août 1387. Cette nomination intervient toutefois seulement dans le cas où aucun membre de la famille ducale ne réside alors dans la principauté.

## Arts et politique

### Chartreuse de Champmol

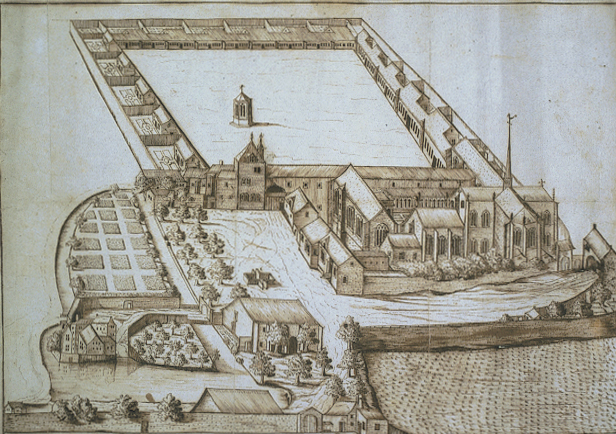
Le couvent des chartreux, près de Dijon.

C'est en 1377 que le duc de Bourgogne décide de faire bâtir un couvent de l'ordre des chartreux, près de Dijon. Très pieux, il révère en effet tout particulièrement cet ordre religieux. Philippe le Hardi acquiert pour 800 francs un domaine qui appartient à Hugues Aubriot, ancien bailli de Dijon, au lieu-dit La Motte de Champmol. La première pierre est posée en 1383 et une petite communauté de moines s'y installe la même année. L'église conventuelle est consacrée en 1388. En fondant la chartreuse de Champmol, Philippe manifeste une double volonté : celle de démontrer sa piété et celle de se poser en mécène. Selon Bertrand Schnerb, l'histoire de la chartreuse de Champmol est ainsi intimement liée à celle de l'État bourguignon : en la fondant, il indique que la capitale de ses États est Dijon, et non Lille. L'édifice devient également la nécropole des ducs de Bourgogne Valois, après lui. Il confirme dans son testament donné à Arras, dès le 13 septembre 1386, qu'il désire y être inhumé. Par ailleurs, il rompt avec ses prédécesseurs puisque les ducs capétiens se faisaient inhumer à l'abbaye de Cîteaux, et affirme, de fait, la spécificité de la nouvelle dynastie bourguignonne qu'il inaugure.

### Bibliophile passionné
Philippe le Hardi est un bibliophile passionné, collectionneur d'ouvrages en tous genres. Dès son principat, une bibliothèque ducale importante se constitue. Il achète des copies de beaux manuscrits, des traductions du grec ou du latin principalement. Il commande même des ouvrages, comme ses Grandes Heures, ainsi que La Vie de Charles V de Christine de Pisan (qui lui adresse une longue dédicace au début de son Épîtres d'Othea écrite en 1401), et en reçoit d'autres en dons. Il est le premier protecteur des frères de Limbourg à qui il commande une bible moralisée, restée inachevée. Gace de La Bigne, chapelain du roi de France et auteur d'un traité de vénerie lui dédicace son ouvrage intitulé Le Roman des deduis. À sa mort, l'inventaire de ses possessions, dressé en 1404, énumère 70 volumes.

### Mécène

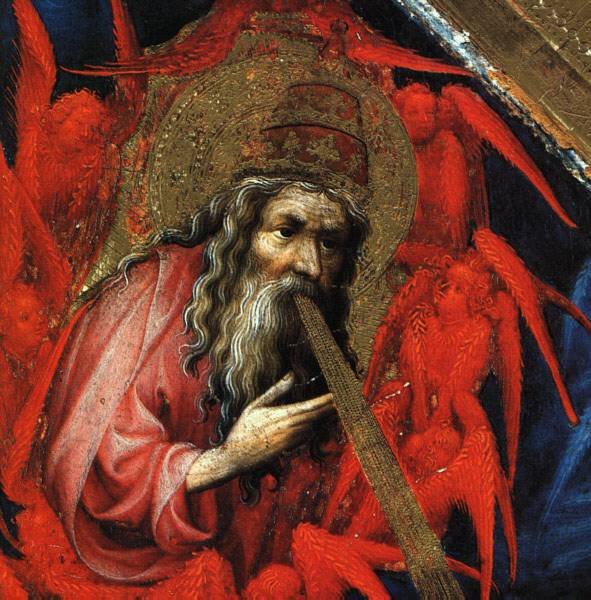
Détail du retable de Jacques de Baerze peint par Melchior Broederlam, Musée des beaux-arts de Dijon.

Philippe le Hardi a, par son mécénat, encouragé le développement d'une culture artistique diversifiée au sein de laquelle l'influence flamande a joué un rôle non négligeable. La musique est encouragée par le duc, qui dispose d'une chapelle et d'un ensemble instrumental et vocal dont il ne cesse d'augmenter l'effectif. À la fin de son principat, sa chapelle compte en effet une vingtaine de personnes. La peinture est elle aussi soutenue par le duc, qui emploie à son service Jean de Beaumetz et Melchior Broederlam. Les peintres de l'hôtel ducal ne sont pas les seuls à travailler pour le prince de la cour de Bourgogne. Selon les besoins, Philippe le Hardi emploie aussi des artisans renommés. Colart de Laon est ainsi embauché pour peindre les bannières et étendards du comte de Nevers lors des préparatifs du « voyage en Hongrie » de 1396. D'autres artistes sont employés pour enluminer les manuscrits commandés ou achetés par le duc. Le copiste Jean L'Avenant est particulièrement sollicité par le duc. Le duc exerce un mécénat littéraire conservateur, privilégiant la littérature de chevalerie et de croisade. Il patronne Christine de Pisan et Honoré Bonet surtout.
Avec le rattachement de la Flandre à la principauté de Bourgogne, la tapisserie devient un produit de luxe accessible à Philippe le Hardi. En 1404, il possède environ 75 tentures. La tapisserie est surtout une marque de prestige : en l'utilisant pour faire des cadeaux, le duc en fait aussi un outil diplomatique. En 1390, il offre ainsi une Histoire du roi Clovis et une Histoire de Notre-Dame au duc de Lancastre et au duc de Gloucester, puis une Crucifixion, un Calvaire et une Mort de la Vierge au roi Richard II. En 1397, il fait expédier des tapisseries représentant l'Histoire d'Alexandre au sultan Bajazet, après la défaite de Nicopolis. Ses fournisseurs sont surtout de riches producteurs parisiens, comme Nicolas Bataille, Jacques Dourdin et surtout Jean Cosset. Nicolas Bataille réalise les six pièces de la Tenture de l'Apocalypse. en 1386. Le lissier Michel Bernard exécute quant à lui la commande d'une gigantesque tenture dite de la Bataille de Roosebeke (200 m2), en 1387.

### Résidences

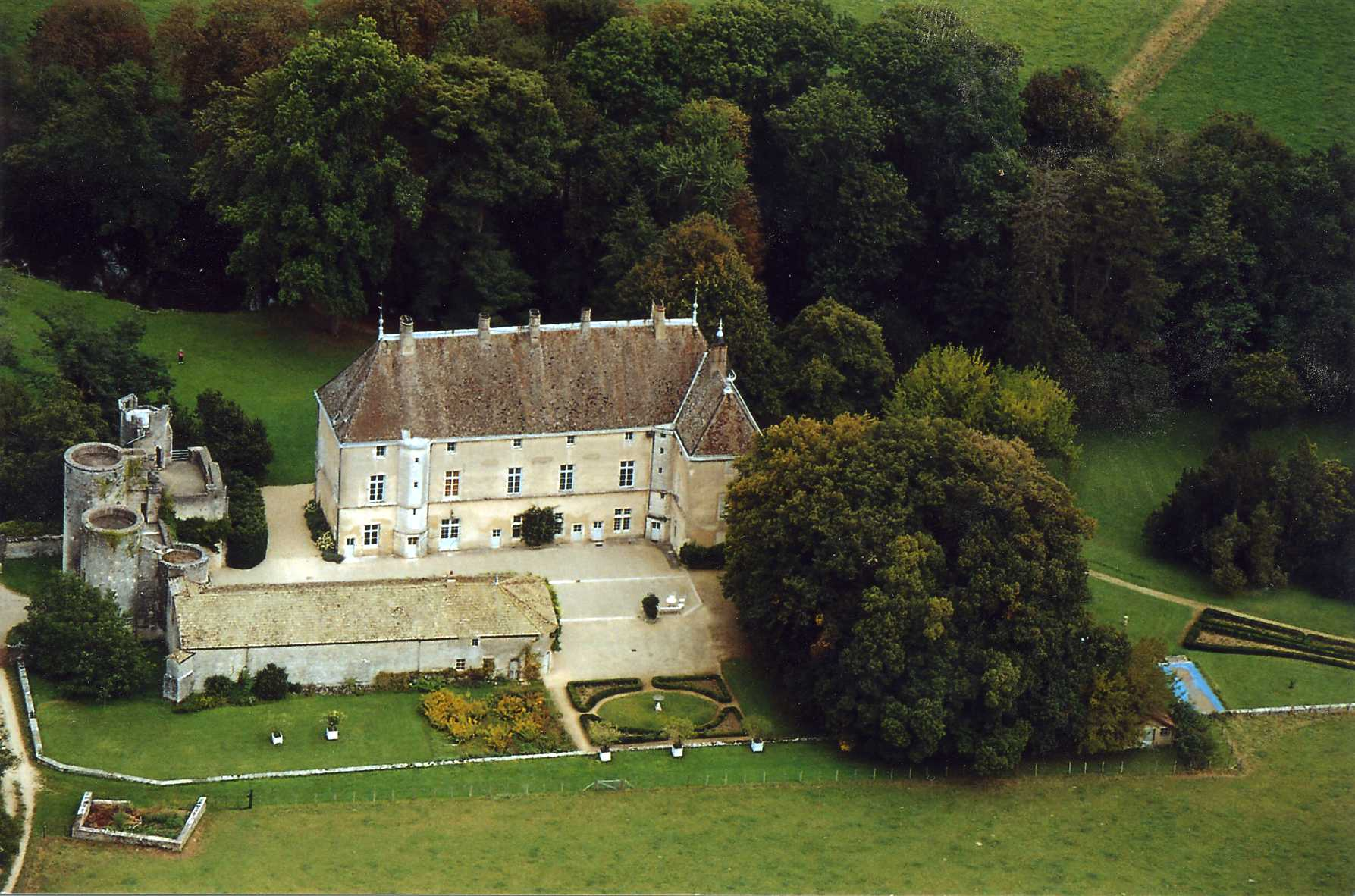
Vue aérienne du château de Germolles.

En Bourgogne, les demeures ayant appartenu à Philippe le Hardi et Marguerite de Flandre encore conservées sont rares. Ces résidences sont souvent dotées de jardins somptueux. La résidence officielle est le palais ducal de Dijon. Philippe le Hardi entreprend la rénovation du palais des ducs capétiens dès son arrivée à Dijon, et fait construire la tour Neuve (aujourd'hui la tour de Bar) en 1365 par Belin de Comblanchien. Cette tour résidentielle, de trois étages, est pourvue de vastes salles équipées de grandes cheminées ; elle est le seul édifice du palais ducal restant de cette période. Le château de Germolles demeure la résidence la mieux préservée. Cet édifice est offert à son épouse, Marguerite III de Flandre, en 1381. C'est la princesse qui se charge de la transformer en une luxueuse résidence où travaillent les meilleurs artistes de l'école bourguignonne, et en particulier Claus Sluter et Jean de Beaumetz. Le chantier de réaménagement s'étale sur une dizaine d'années, de 1382 à 1392.
En dehors du duché de Bourgogne, Philippe le Hardi possède des résidences à Paris, au bois de Vincennes. Pour la Flandre, il séjourne principalement à Arras et à Lille.

### Tombeau

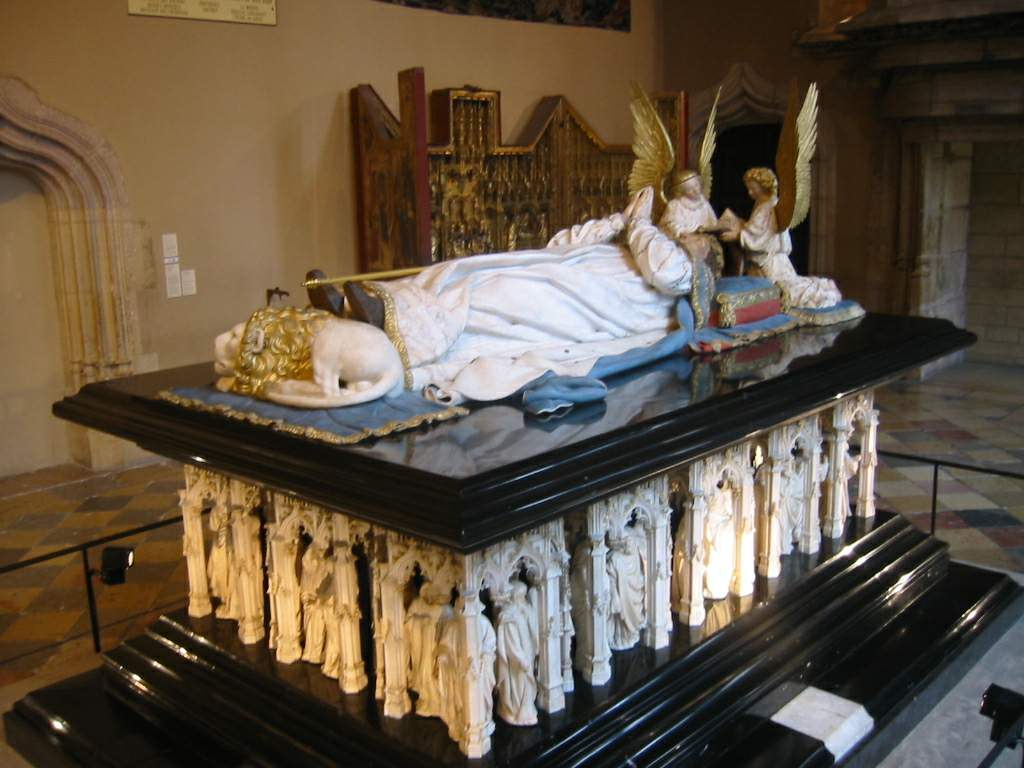
Tombeau de Philippe II Le Hardi conservé au palais des ducs de Bourgogne de Dijon.

Le corps de Philippe le Hardi est amené à Dijon et déposé dans le chœur de la chartreuse de Champmol le 16 juin 1404. Le tombeau et le gisant sont l'un des chefs-d'œuvre de la sculpture bourguignonne. L'ensemble est réalisé par les trois sculpteurs du duc : Jean de Marville, Claus Sluter et Claus de Werve. Jean Malouel, peintre officiel du duc, a été chargé de la polychromie et des dorures. C'est un tombeau monumental qui retrace l'importance de Philippe le Hardi parmi les princes de son époque. Le tombeau repose sur un soubassement d'arcades où prennent place les membres du cortège funèbre de 41 pleurants représentés en train de dire des prières ou de porter les armes du duc. Le tombeau de Philippe le Hardi terminé en 1410 demeure à la chartreuse de Champmol jusqu'à la Révolution. En 1792, il est transféré à la cathédrale Saint-Bénigne de Dijon sans destruction. En 1793, en revanche, la Convention vote la destruction du gisant qui est alors découpé. Le reste du tombeau est conservé mais des éléments, en particulier les pleurants, très appréciés pour leur réalisme et leur qualité, passent sur le marché de l'art. Le tombeau est remonté dans la première moitié du XIXe siècle. Un nouveau gisant est constitué, mais cette fois en costume de cérémonie, afin de faire de Philippe le Hardi un « presque roi ». Des pleurants sont refaits pour remplacer les manquants, mais en albâtre, quand les originaux étaient en marbre. Ainsi adapté, le tombeau se trouve aujourd'hui au musée des beaux-arts de Dijon dans le palais des ducs de Bourgogne. En 2004, lors du sixième centenaire de la disparition de Philippe le Hardi, une exposition intitulée « L'art à la cour de Bourgogne. Le mécénat de Philippe le hardi et Jean sans Peur et l'art en Bourgogne (1360-1420) » revient sur la personnalité artistique de Claus Sluter. Organisée par le musée des Beaux-Arts de Dijon et le Cleveland Museum of Art, l'exposition présente quatre pleurants des tombeaux des ducs de Bourgogne et un tableau provenant de la chartreuse de Champmol.

## Héraldique
| Blason | Blasonnement : D'azur semé de fleurs de lys d'or, à la bordure componée d'argent et de gueules Commentaires : Avant 1364 : comte apanagiste de Touraine, fils cadet du roi de France Jean II le Bon. Ces armes (de France brisées par une bordure), choisies par Philippe le Hardi qui les conserva après avoir renoncé à la Touraine pour la Bourgogne, sont restées celles de la Touraine mais sont parfois appelées « de Bourgogne moderne » en tant que partition des armes des ducs de Bourgogne de la maison de Valois (cf. infra) et de leurs successeurs jusque dans les actuelles grandes armes d'Espagne, au moins dans la variante du Congrès des députés. |

| Blason | Blasonnement : Écartelé d'azur semé de fleurs de lys d'or à la bordure componée d'argent et de gueules (qui est de Valois-Bourgogne) et de bandé d'or et d'azur de six pièces à la bordure de gueules (qui est de Bourgogne ancien). Commentaires : Après 1364 : duc de Bourgogne (Philippe le Hardi conserva en 1 et 4 les armes qu'il avait prises antérieurement comme fils cadet du roi de France). |

## Généalogie

### Ascendance
Philippe le Hardi est le quatrième fils du roi Jean II de France (dit Jean le Bon) et de Bonne de Luxembourg.
Ses frères sont Charles V de France, Louis d'Anjou et Jean de Berry.

### Descendance
De son mariage avec Marguerite de Flandre, Philippe a dix enfants, dont sept atteignent l'âge adulte :
- Jean sans Peur est l'aîné. Il devient son successeur. Il est né le 28 mai 1371 au palais des ducs de Bourgogne de Dijon ;
- Charles, né en mars 1372, mort le 13 juillet 1373 ;
- Marguerite de Bourgogne, née en octobre 1374, mariée le 12 avril 1385 au comte Guillaume IV de Hainaut, de Hollande et de Zélande ;
- Catherine de Bourgogne, née en 1378, morte le 26 janvier 1425, mariée le 15 août 1393 au duc Léopold IV d'Autriche (1371-1411) ;
- Bonne de Bourgogne, née en 1379, morte le 10 septembre 1399 à l'âge de 20 ans ;
- Antoine de Bourgogne, né en 1384, comte de Rethel, puis duc de Brabant, mort à la bataille d'Azincourt le 25 octobre 1415 ;
- Marie de Bourgogne, née en septembre 1380, morte le 8 octobre 1428, mariée en mai 1401 au comte puis duc Amédée VIII de Savoie ;
- Philippe de Bourgogne, né en octobre 1389, mort le 25 octobre 1415 à la bataille d'Azincourt, devenu en 1404, par renonciation de ses frères Jean et Antoine, comte de Nevers et de Rethel.

Il inaugure ainsi une politique matrimoniale déjà esquissée par son prédécesseur Philippe de Rouvres, politique que continuent ses successeurs et qui, à partir et autour du duché de Bourgogne, constitue en quelques décennies l'État bourguignon. En mariant en 1385 son fils Jean sans Peur à Marguerite, fille du comte Albert Ier de Hainaut et de Hollande, et sa fille Marguerite à Guillaume IV de Hainaut, fils et héritier d'Albert, il prépare l'union des dites principautés à cet État bourguignon patiemment édifié par son petit-fils Philippe III de Bourgogne (dit « Philippe le Bon »). Il fait aussi entrer par ces mariages la nouvelle dynastie de Bourgogne dans le réseau d'alliances de la maison de Bavière (ou de Wittelsbach) : les autres filles d'Albert de Bavière sont mariées au duc de Gueldre et au roi de Bohême, le futur empereur Venceslas Ier du Saint-Empire, cependant que leur cousine Isabeau de Bavière devient reine de France. D'autre part, il marie ses filles Catherine au duc d'Autriche Léopold IV d'Autriche, et Marie au duc Amédée VIII de Savoie.
Il laisse deux enfants naturels qu'il a de Marie d'Auberchicourt, dame du Risoir et de Bernissart-en-Artois, décédée le 31 octobre 1401, fille de Baudouin d'Auberchicourt, seigneur d'Estaimbourg et de Marguerite de Mortagne-Landas, dame de Bouvignies :
- Henri du Risoir (v. 1360-1409), qui fonde la famille du Risoir ;
- Suzanne de Brabant, qui épouse en 1409 Jacques Wytvliet[173].